# Corpo nazionale dei vigili del fuoco
Il Corpo nazionale dei Vigili del Fuoco (in acronimo: C. N. VV. F.; abbreviato: VV. F.) è un corpo ad ordinamento civile della Repubblica italiana, dipendente dal Ministero dell'Interno, con funzioni di polizia giudiziaria e di pubblica sicurezza nei casi previsti dalla legge.
È preposto a garantire, su tutto il territorio nazionale, ad eccezione del territorio del Trentino-Alto Adige e della Valle d'Aosta (dove sono presenti servizi equivalenti gestiti a livello provinciale o regionale) le prestazioni previste dalla legge.
Dal 1° dicembre 2024 è guidato dall'ing. Eros Mannino, fino ad allora Direttore Centrale per la Prevenzione e Sicurezza Tecnica del Corpo, subentrato all'ing. Carlo Dall'Oppio.

## Storia

### Origini e primi sviluppi (1806 – 1914)
Il primo corpo di pompieri in epoca moderna nella penisola italiana fu fondato a Napoli da re Giuseppe Bonaparte il 22 febbraio 1806. Dopo l’unità d’Italia, la situazione dei servizi antincendio rimase frammentata, riflettendo i differenti modelli organizzativi degli stati preunitari italiani.
I corpi dei pompieri civici continuarono a operare su base comunale, regolati da deliberazioni locali e atti di governo, con evidenti disparità tra le varie città. I servizi erano spesso inadeguati, soprattutto nei piccoli centri. Un’indagine del 1910 rivelò che su circa 1100 corpi attivi, solo 3000 pompieri erano professionisti, mentre oltre 10.000 erano avventizi o volontari. I mezzi erano scarsi e obsoleti, con un’evidente concentrazione delle attrezzature moderne nei grandi centri urbani.
Il 31 maggio 1899 i comandanti dei principali corpi si riunirono a Napoli per elaborare uno statuto per la Federazione Tecnica Italiana dei Corpi Pompieri, ufficializzata poi a Milano nel corso del V Congresso nazionale dei pompieri italiani. Negli anni successivi si cercò una progressiva omogeneizzazione tecnica e normativa, che trovò compimento solo negli anni 1930.

### Prima guerra mondiale (1914 – 1918)
Durante la Prima guerra mondiale, all’interno del Genio militare del Regio Esercito furono costituite sezioni speciali di pompieri-zappatori, inizialmente nelle prime quattro Armate nel 1915, e successivamente anche nelle VI e VIII tra il 1917 e il 1918. Le unità erano composte da personale proveniente dai corpi dei pompieri civici, ed erano incaricate di difendere strutture militari e logistiche nelle retrovie e sul fronte.
Tra i compiti assegnati a queste squadre vi erano:
- lo spegnimento di incendi per evitare che il bagliore attirasse il fuoco dell’artiglieria nemica;
- la bonifica di campi di battaglia da ordigni inesplosi;
- la demolizione di edifici pericolanti;
- la stesura di reticolati e mascheramenti;
- lo svuotamento di trincee e camminamenti dall’acqua;
- la sorveglianza preventiva in depositi di munizioni, caserme, stazioni ferroviarie, aeroporti, magazzini, carburanti, viveri e parchi d’artiglieria.

Questi compiti, centrali per la sicurezza delle retrovie e per la tenuta logistica del fronte, venivano regolarmente ricordati dalla stampa dell’epoca per l’abnegazione dimostrata nel soccorso ai civili, nella prevenzione di danni e nella sepoltura delle vittime.
Alla luce della mole e della delicatezza dei compiti affidati a questi reparti, si riaprì il dibattito sulla necessità di una riforma nazionale del servizio antincendio. 

### Verso l’unificazione: la riforma di Alberto Giombini (1918 – 1939)
Nel contesto del ventennio fascista, il Ministero dell’interno affidò al prefetto Alberto Giombini l’incarico di riformare il settore e istituire un corpo nazionale unico. Con il regio decreto legge 10 ottobre 1935, n. 2472, venne istituito il Corpo Pompieri, posto alle dirette dipendenze del Ministero dell’interno, articolato in comandi provinciali e distaccamenti nei centri maggiori.
Nel 1938, con il regio decreto legge n. 1021 del 16 giugno, venne ufficialmente introdotta la denominazione “vigili del fuoco”, in sostituzione della parola “pompiere”. L’adozione di questa nuova terminologia, in uso già a Roma, potrebbe essere stata influenzata da Gabriele D’Annunzio.
Il regio decreto legge 27 febbraio 1939, n. 333, convertito in legge il 22 maggio 1939, n. 960, abolì le precedenti organizzazioni locali, istituendo ufficialmente il Corpo nazionale dei vigili del fuoco. La nuova Direzione generale, con sede iniziale a Roma in via Bertoloni 27, coordinava 94 comandi provinciali numerati alfabeticamente, ciascuno con un proprio motto in latino. Il comando di Roma ricevette il n. 1, che fu ceduto da Agrigento. Giombini fu nominato Direttore generale dei servizi antincendi e avviò una profonda modernizzazione del Corpo.
Tra i provvedimenti più significativi ci furono l’introduzione della Targa unica “VF” per i mezzi, la creazione dell’elmo nazionale e l’istituzione della Cassa Sovvenzioni Antincendi per il finanziamento dei corpi provinciali. Dal 26 giugno al 3 luglio 1939 si svolse a Roma il primo campo nazionale dei Vigili del Fuoco, con esercitazioni e simulazioni a cui assistette anche Benito Mussolini.

### Seconda guerra mondiale (1939 – 1945)
Durante la seconda guerra mondiale, il Corpo mantenne la sua operatività pur in un contesto sempre più complesso. Nel 1941, con la legge n. 1570 del 27 dicembre, il Corpo assunse la denominazione attuale e fu ulteriormente riformato.
Il 26 agosto 1942, in previsione dell’invasione di Malta (operazione C3), fu creato il Battaglione Speciale Vigili del Fuoco, meglio conosciuto come il Battaglione Santa Barbara, formato da volontari dei Vigili del fuoco selezionati secondo criteri rigidissimi. Il comando fu affidato all’ingegnere Osvaldo Piermarini. L’operazione fu abbandonata nell’autunno dello stesso anno e il battaglione venne smembrato in cinque centurie, inviate in aiuto delle città italiane più colpite dai bombardamenti alleati. Ai membri del battaglione fu concesso di portare sulla divisa lo stemma di Santa Barbara.
Dal 1943, con l’intensificarsi dei bombardamenti, vennero istituite le centurie mobili, gruppi operativi da 100 uomini, antesignane delle future colonne mobili.
L’armistizio di Cassibile dell’8 settembre 1943 determinò una divisione del Corpo. A nord fu mantenuto un corpo sotto l’autorità della Repubblica Sociale Italiana, mentre nel meridione operò sotto il Regno del Sud.
La Direzione Generale dei Servizi Antincendi, costretta a lasciare Roma, si trasferì prima a Ponte di Legno, poi a Seregno e infine a Milano. Giombini cercò di garantire la continuità del servizio e la protezione dei civili, intervenendo anche per evitare rappresaglie tedesche. Intanto, numerosi vigili del fuoco parteciparono alla Resistenza italiana in modo clandestino.
Nel 1944, il comando di Roma si prese carico del recupero dei corpi delle vittime delle Fosse Ardeatine. Nel 1945, il comando di Trieste si occupò del recupero delle salme dalle Foibe. Al termine del conflitto, il Corpo si dotò di uno stendardo tricolore e unificò le due direzioni nord e sud.

### Il dopoguerra e il servizio di leva (1945 – 1961)
Con la legge 13 maggio 1961, n. 469, il Corpo venne smilitarizzato e riorganizzato su base civile. Furono soppressi i corpi provinciali e la Cassa Sovvenzioni Antincendi. Rimase un unico Corpo nazionale, articolato in comandi provinciali, distaccamenti e posti di vigilanza.
Nel frattempo, con la legge 13 ottobre 1950, n. 913, fu istituito il servizio di leva volontario nel Corpo (A.V.V.A.), con corsi di addestramento presso le Scuole Centrali Antincendi di Capannelle. Il primo corso partì il 10 gennaio 1951, e fino al 21 marzo 2005 si formarono 192 corsi, per un totale di 168.736 giovani.

### Riforme e Protezione Civile (1961 – 2000)
Negli anni 1960 e 1970 il Corpo andò incontro a importanti modifiche normative. La legge n. 996 dell'8 dicembre 1970 assegnò al Corpo compiti specifici in caso di calamità pubbliche, anticipando l’inserimento nella Protezione Civile.
Nel 1976, in seguito al terremoto del Friuli, si sperimentò per la prima volta una gestione coordinata delle emergenze, che condusse alla nascita del Dipartimento della protezione civile nel 1992 con la legge n. 225 del 24 febbraio. Il Corpo divenne uno dei pilastri del nuovo Servizio Nazionale di Protezione Civile, insieme a Croce Rossa Italiana, Forze armate, Forze di polizia e organizzazioni di volontariato.

### Sviluppi recenti (dal 2000)
Con il decreto legislativo 30 luglio 1999, n. 300, e successivamente con il decreto legge 7 settembre 2001, n. 343 (convertito nella legge 9 novembre 2001, n. 401), il Corpo è stato definitivamente inquadrato sotto la direzione funzionale del Ministero dell’interno.
Nel 2005 è stato emanato il nuovo ordinamento del Corpo e nel 2006 ne sono stati ridefiniti i compiti istituzionali. Il Corpo si avvale oggi delle Scuole Centrali Antincendi e dell’Istituto Superiore Antincendi (ISA) per la formazione avanzata del personale, e dispone del Centro Polifunzionale di Addestramento di Montelibretti.
Il 2 gennaio 2018, con l’entrata in vigore del Codice della protezione civile (secondo il decreto legislativo n. 1 del medesimo giorno), il Corpo nazionale è stato confermato come perno del sistema di soccorso in caso di pubbliche calamità, con il compito di garantire interventi tecnici urgenti e assistenza immediata alla popolazione.

## Compiti istituzionali
Le competenze, le funzioni e di compiti del Corpo sono stabilite dal decreto legislativo 8 marzo 2006, n. 139 e dalle ulteriori leggi in materia.

### Prevenzione e spegnimento incendi
L'attività di prevenzione e protezione incendi costituisce una delle principali funzioni svolte; in questo ambito rilevano innanzitutto i compiti di tipo preventivo e operativo, che intervengono direttamente con lo svolgimento delle attività economiche e industriali a rischio di incendio. Tale funzione si esplica in ogni situazione caratterizzata dall'esposizione al rischio di incendio negli edifici pubblici e privati e nei luoghi di lavoro, del controllo dei pericoli di incidenti rilevanti connessi con determinate sostanze pericolose, dell'energia, della protezione da radiazioni ionizzanti, dei materiali da costruzione.
Esercita inoltre la vigilanza ispettiva sull'applicazione della normativa in materia di prevenzione incendi, rilascia il certificato di prevenzione incendi e altre documentazione prevista dalla legge al riguardo, vigila sull'applicazione del codice di prevenzione incendi e delle altre normative di interesse, nonché svolge altri compiti in materia di prevenzione attengono alla elaborazione di norme e alle attività di studio.

### Soccorso pubblico
Il Corpo effettua gli interventi tecnici necessari al fine di salvaguardare l'incolumità delle persone e l'integrità dei beni, garantendo soccorso in generale non solo in occasione di un incendio, ma anche di altre situazioni di emergenza quali calamità naturale, disastri e incidenti di varia natura (come crolli, frane, piene, alluvioni). Si occupa anche della attività di ricerca e soccorso in determinati contesti.

### Protezione civile
Il C.N.VV.F. esercita funzioni di soccorso quale componente del servizio nazionale della protezione civile. In tali occasioni, assicura gli interventi di soccorso tecnico indifferibili e urgenti, e di ricerca e salvataggio assumendone la direzione e la responsabilità nell'immediatezza degli eventi, attraverso il coordinamento tecnico-operativo e il raccordo con le altre componenti e strutture coinvolte. 

### Difesa civile
Svolge anche funzioni e attività di difesa civile, consistenti nella salvaguardia svolta nei confronti della popolazione civile e delle Infrastrutture nazionali in caso di minaccia alla sicurezza nazionale. Essa ricomprende:
- la garanzia e la sicurezza delle istituzioni;
- la capacità di sopravvivenza economica, produttiva e logistica del Paese in occasione di crisi interne o internazionali;
- nell’ambito di tali crisi, la gestione di rischi di tipo non convenzionale, derivanti dall’impiego in danno di persone o beni, di armi di distruzione di massa di tipo nucleare, biologico e chimico.

Il Corpo Nazionale dei Vigili del Fuoco, nell'ambito delle proprie competenze istituzionali, deve a riguardo:
- garantire il soccorso specializzato con appositi nuclei, in caso di pericolo nucleare, biologico, chimico e radiologico (NBCR);
- concorrere alla preparazione di unità antincendi per le forze armate;
- addestrare specifiche unità preposte alla protezione della popolazione civile in caso di eventi bellici.

### Formazione e vigilanza
Il Corpo nazionale svolge attività di formazione di personale - come ad esempio nel caso dei "vigili del fuoco aziendali" - nell'ambito delle proprie competenze finalizzata alla diffusione della cultura della sicurezza. Il Corpo assicura le attività formative nonché la vigilanza sul rispetto delle norme in materia di sicurezza sul lavoro, per quanto di competenza.

## Organizzazione

### Organi centrali
Il Corpo Nazionale dei Vigili del Fuoco ha una struttura ad ordinamento civile, incardinata nel Dipartimento dei Vigili del Fuoco, del Soccorso Pubblico e della Difesa Civile del Ministero dell'Interno, che ha la responsabilità dello svolgimento delle funzioni e delle attività del Corpo Nazionale dei Vigili del Fuoco.
L'organizzazione degli uffici centrali e dirigenziali è stata operata con il decreto del Presidente della Repubblica 7 settembre 2001, n. 398. Il Dipartimento, articolato in Direzioni Centrali ed uffici, costituisce l'organizzazione al livello centrale ed è presieduto dal Capo Dipartimento (Prefetto), mentre al vertice del Corpo Nazionale è posto il Capo del Corpo Nazionale dei Vigili del Fuoco, con la qualifica di Dirigente Generale, vicario del Capo Dipartimento.

### Capo Dipartimento
Svolge funzioni di indirizzo generale e di coordinamento politico-amministrativo.

### Capo del Corpo nazionale dei Vigili del Fuoco
Al Capo del Corpo nazionale è riconosciuta, una posizione di sovraordinazione funzionale nei confronti dei Dirigenti Generali del Corpo.
Il Capo del Corpo nazionale dei Vigili del Fuoco:
- Sostituisce il Capo del Dipartimento in caso di assenza o impedimento ed espleta le funzioni vicarie
- Coordina le Direzioni Centrali, con le strutture periferiche del Corpo nazionale
- È responsabile dei risultati raggiunti in attuazione degli indirizzi del Capo del Dipartimento dei Vigili del Fuoco del Soccorso Pubblico e della Difesa Civile
- Presiede il Comitato Centrale Tecnico Scientifico per la prevenzione incendi
- È componente di diritto della commissione consultiva centrale controllo armi
- È componente di diritto del consiglio di amministrazione dell'Opera Nazionale di Assistenza per il personale del Corpo Nazionale
- È componente del Consiglio di Amministrazione del Ministero dell'Interno per la trattazione degli affari concernenti il personale del Corpo Nazionale (Presieduto dal Ministro dell’Interno)
- Esprime parere sulle modalità di svolgimento dei servizi ispettivi sull'attività tecnica.

### Uffici centrali
L’organigramma del Dipartimento dei Vigili del Fuoco, del Soccorso Pubblico e Difesa Civile, prevede gli Uffici di Staff di collegamento fra il Capo del Corpo Nazionale dei Vigili del Fuoco ed il Capo Dipartimento e per la Comunicazione in Emergenza.
Sono previste, inoltre, 8 Direzioni Centrali:
- Direzione Centrale per l’Emergenza, il Soccorso Tecnico e l’Antincendio Boschivo, a cui spetta la pianificazione, il coordinamento, l’indirizzo e lo sviluppo dell’attività di soccorso del C.N.VV.F., compresa quella delle componenti specialistiche e specializzate. Ha la gestione del Centro Operativo Nazionale (CON), nonché la competenza degli interventi in materia di antincendio boschivo (AIB), di contrasto al rischio NBCR, in ambito portuale ed aeroportuale. Gestisce la flotta aerea antincendio e il servizio centrale delle telecomunicazioni. Il Direttore Centrale per l’Emergenza è vicario del Capo del Corpo Nazionale dei Vigili del Fuoco.
- Direzione Centrale per la Formazione, coordina le attività di formazione di base, specialistica e di qualificazione del personale del C.N.VV.F. organizzate presso le strutture formative centrali e periferiche, sviluppando anche le attività di collaborazione con università, scuole di alta formazione e comunità scientifica.
- Direzione Centrale per la Prevenzione e la Sicurezza Tecnica, predispone le norme di prevenzione incendi, monitora sull’applicazione della normativa di prevenzione incendi, rilascia gli atti autorizzativi sui prodotti antincendio, effettua lo studio, la ricerca e la sperimentazione su prodotti, sistemi, impianti e materiali per la protezione passiva e attiva contro gli incendi e sui dispositivi di protezione individuale (DPI), svolge attività investigativa connessa ad incendi ed esplosioni.
- Direzione Centrale per le Risorse Logistiche e Strumentali, che gestisce gli appalti per la costruzione e manutenzione, nonché, la locazione delle sedi del Corpo.
- Direzione Centrale per la Difesa Civile e le Politiche di Protezione Civile, che funge da raccordo fra le attività di difesa civile delle Prefetture.
- Direzione Centrale per le Risorse Umane, che gestisce il personale del C.N.VV.F. (attuazione mobilità, procedimenti negoziali, attività disciplinare, status giuridico).
- Direzione Centrale per le Risorse Finanziarie, che svolge attività amministrative economico-finanziarie relative anche alle retribuzioni ed assicurazioni del personale del C.N.VV.F.
- Direzione Centrale per l’Amministrazione Generale, che organizza e gestisce le procedure di reclutamento, dei concorsi interni per il personale del C.N.VV.F, ed, inoltre, monitora i contenziosi verso il Dipartimento.

### Uffici territoriali
L'organizzazione livello territoriale è invece disciplinata dal decreto del Presidente della Repubblica 23 dicembre 2002, n. 314 che ha articolato il Corpo in:
- direzioni (regionali ed interregionali)
- comandi provinciali (presenti in ogni capoluogo di provincia)
- distaccamenti territoriali

Il Corpo è presente in tutte le regioni italiane in oltre cento comandi provinciali con alle dipendenze un numero variabile di distaccamenti, situati prevalentemente nei comuni più estesi e popolati della provincia, nonché in comuni distanti dal capoluogo di provincia. I comandi provinciali e i distaccamenti sono organizzati secondo una serie di livelli che determinano il numero di personale ivi assegnato nonché la dotazione di attrezzature.
I distaccamenti sono permanenti o volontari a seconda del personale in servizio presso la relativa struttura; quelli permanenti sono classificati in 4 livelli:
- distaccamento SD1, dotato di 28 unità di personale;
- distaccamento SD2, dotato di 36 unità di personale (distaccamenti classificati come D2b hanno maggiore personale, circa 48 unità);
- distaccamento SD3, dotato di 52 unità di personale;
- distaccamento SD4, dotato di 80 unità di personale.

## Il personale

### Modalità di reclutamento
Le modalità ed i requisiti per il reclutamento sono stabiliti dal decreto del presidente della Repubblica 6 febbraio 2004, n. 76 e dall'art. 5 del d.lgs. 13 ottobre 2005, n. 217 e la selezione avviene previo superamento di un concorso pubblico bandito dal Ministero dell'Interno, sebbene siano ammessi anche volontari a domanda (vi sono comunque con alcune incompatibilità riguardo ai vigili volontari, per appartenenti alle forze armate italiane e alle forze di polizia italiane statali nonché agli amministratori di società e dei titolari di impresa che operino nel settore antincendio). In particolare vi sono limiti di età, previsti dal decreto del Ministero dell'interno 5 novembre 2019, n. 167: in particolare 26 anni per i vigili operativi semplici e 30 per gli ispettori antincendio, ulteriori prescrizioni psico-fisiche sono previste dal decreto del Ministero dell'interno 3 maggio 1993, n. 228 e dal decreto del Presidente del Consiglio dei ministri 27 aprile 1993, n. 233. Inoltre, alcune norme sono contenute nel d.lgs. 15 marzo 2010, n. 66, che oltre a prevedere disposizioni di carattere generale, contempla anche riserva in posti nei casi tassativamente indicati dalla legge.
Infine, le modalità di selezione del personale del ruolo SATI (Servizio Amministrativo-contabile, Tecnico e Informatico) avviene tramite concorso pubblico, secondo le modalità stabilite dal decreto del Ministero dell'interno 24 luglio 2014, n. 131.

### Ordinamento, stato giuridico e qualifiche
Il DPR, n. 76/2004 detta disposizioni pure circa l'avanzamento di carriera e l'impiego del personale; il successivo D.P.R. 21 marzo 2005, n. 85 ha disciplinato la consistenza organica del Corpo, dando la facoltà al Ministero dell'interno di provvedere a nuove rideterminazioni in funzione di sopravvenute necessità.
Il personale può essere suddiviso in due macrocategorie: 
- personale di ruolo;
- personale volontario.

Alla prima appartiene il personale vincitore di concorso; il rapporto di lavoro è disciplinato dal CCNL comparto "Vigili del fuoco e soccorso pubblico"  la relativa disciplina è però in linea generale derogatoria, poiché in regime di diritto pubblico. Alla seconda appartengono i volontari, che sono ammessi a domanda presso il comando provinciale di competenza; sono tenuti a seguire un corso di formazione teorico-pratico e dopo la nomina sono iscritti in un apposito elenco presso il comando di residenza e svolgono servizio presso dei distaccamenti dedicati. Percepiscono una retribuzione per ogni intervento e sono utilizzati per le necessità delle strutture centrali e periferiche del Corpo. 
L'organico è composto oltre che dal personale che svolge funzioni tecnico-operative, anche da personale non appartenente ai ruoli operativi differenziati in relazione alle attività svolte:
- logistico-gestionali;
- informatici;
- tecnico-scientifici;
- sanitari;
- ginnico-sportivi.

I vigili del fuoco nell'esercizio delle loro funzioni sono agenti di pubblica sicurezza; inoltre il personale operativo gode della qualifica di agente o ufficiale di polizia giudiziaria, nonché di polizia amministrativa.

### Formazione
La formazione del personale si svolge lungo tutta la carriera, a partire dai corsi di ingresso all'atto dell'assunzione, fino ai corsi di passaggio di qualifica, di specializzazione e di aggiornamento. I corsi sono organizzati sia nelle strutture centrali che in quelle territoriali. Le strutture addestrative principali sono:
- L'Istituto Superiore Antincendi (ISA)
- Le Scuole Centrali Antincendi (SCA)
- la Scuola di Formazione Operativa (SFO)

Altre strutture che operano sul territorio nazionale sono i poli didattici di Dalmine, Varallo Sesia, Bologna, Senigallia, Papigno, Napoli, Bari, Lamezia Terme, Catania, Treviso.
Tutto il personale di ruolo neoassunto effettua un addestramento specifico di nove mesi presso le Scuole Centrali Antincendi e presso la Scuola di Formazione Operativa, rivestendo la qualifica di "allievo vigile del fuoco". Successivamente svolge tre mesi di affiancamento pratico, assumendo la qualifica di "vigile del fuoco in prova".

### Qualifiche
Le qualifiche del personale sono state disciplinate con decreto del Ministero dell'interno del 10 febbraio 2012.

## Specializzazioni e alte qualifiche
All'interno del Corpo esistono diverse specializzazioni. Personale addestrato per interventi particolari che, affiancato al personale operativo, copre tutti tipi di intervento. Tenuto conto del particolare tipo di impiego del personale, sono attualmente istituite le seguenti quattro categorie di attività di soccorso tecnico specialistico del Corpo nazionale dei vigili del fuoco:
- elicotteristi e piloti d'aereo;
- nautici;
- sommozzatori;
- radioriparatori.

### Nucleo investigativo antincendi (NIA)
È un organo di polizia giudiziaria, attivo in seno al Corpo nazionale dei vigili del fuoco, che studia, ricerca e analizza le cause d'incendio, su propria iniziativa o su specifica richiesta da parte della autorità giudiziaria. In ogni comando provinciale è comunque attivo un ufficio di polizia giudiziaria che, con la riforma del Corpo forestale dello Stato, presso alcune sedi, è stato affidato alle unità della Forestale confluite nel CNVVF.

### SquadreUrban Search And Rescue(USAR)

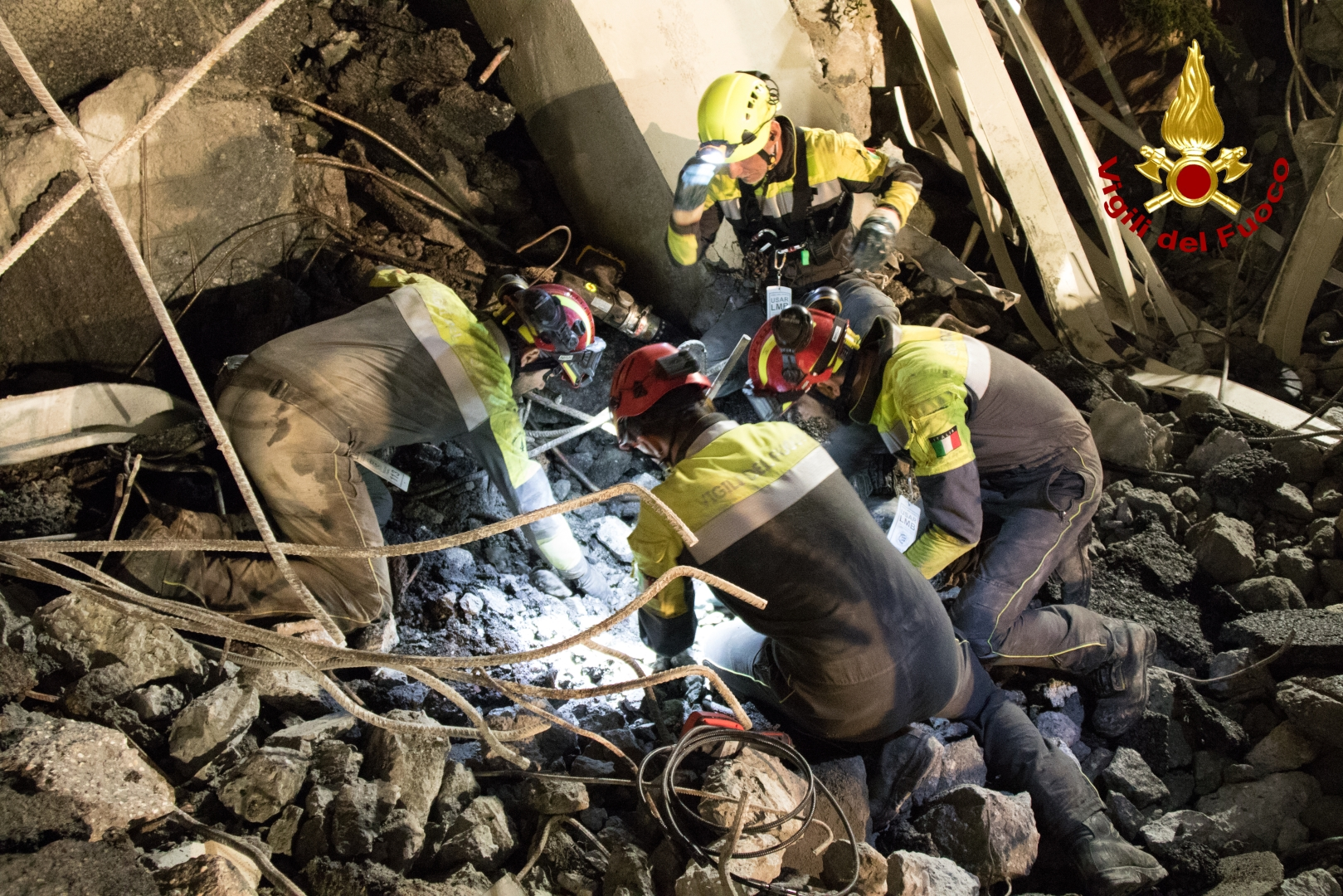
Squadra Usar al ponte Morandi.

Le squadre USAR del Corpo svolgono attività di soccorso in presenza di macerie causate da eventi sismici, esplosioni, crolli o dissesti statici e idrogeologici. Esse affrontano operazioni di soccorso con un adeguato livello di sicurezza e con metodologie evolute, concernenti soprattutto la valutazione dei rischi associati, le tecniche di localizzazione e le attività di estrazione delle vittime.

### Nucleo sommozzatori

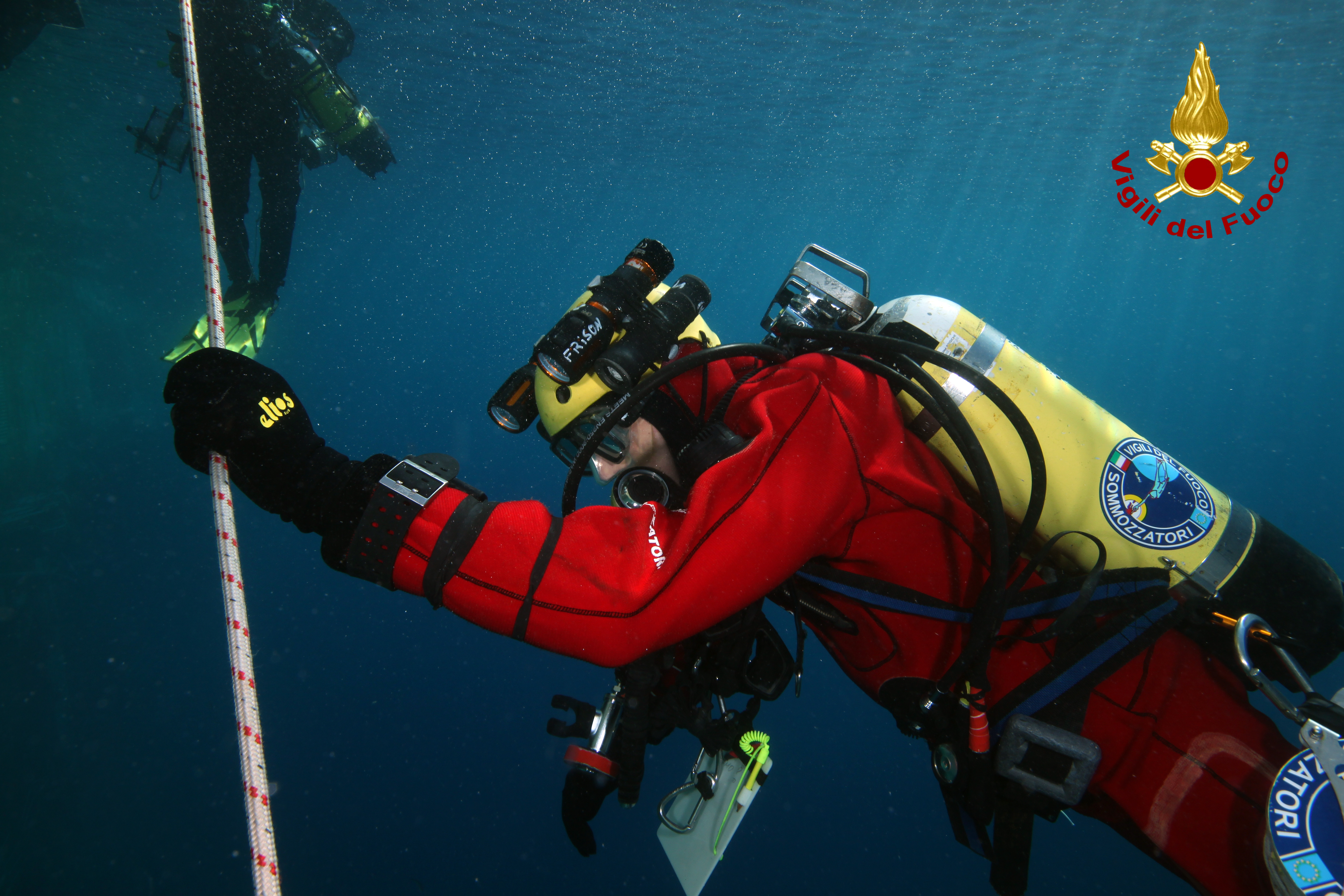
Sommozzatore al lavoro

Per le emergenze derivanti dal rischio acquatico, il Corpo dispone dei nuclei di soccorso subacqueo ed acquatico, presenti sul territorio nazionale con 21 sedi, attivi 24 ore su 24, e tre presidi, con 418 operatori in grado di intervenire nelle varie situazioni di pericolo legate all'elemento acqua: dall'incendio a bordo o naufragio di navi alla presenza di rischi biologici, chimici e nucleari, dalla ricerca di persone in mare, laghi, fiumi e ambienti ipogei allagati, anche con l'utilizzo di sistemi integrati basati su tecnologia sonar, all'emergenza alluvionale. Peculiarità dei Sommozzatori dei vigili del fuoco è l'immersione anche in luoghi non convenzionali quali acquedotti, pozzi, acque nere e reti fognarie.

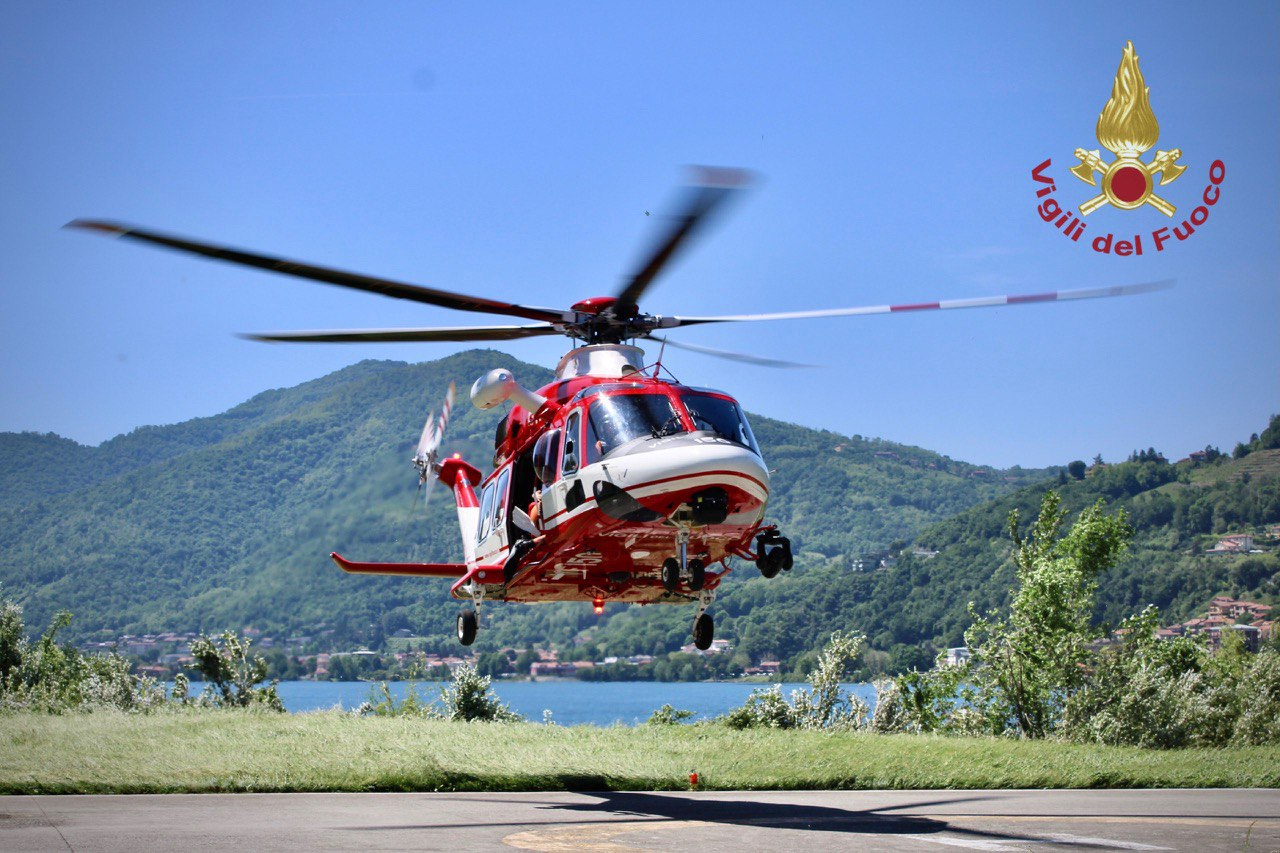
Elicottero AW139

### Nucleo elicotteri
Il Corpo nazionale dispone di elicotteri assegnati al Centro aviazione di Ciampino e ad altri 11 Reparti volo dislocati sul territorio nazionale. L’impiego dei velivoli si dimostra risolutivo, anche in ausilio alle squadre di terra, in molti tipi d’intervento: soccorso e salvataggio di persone in zone impervie, ricognizione e spegnimento di incendi mediante l’uso di attrezzature al gancio, ricerca di persone disperse, soccorso e assistenza a persone isolate in località altrimenti inaccessibili, operazioni di rilevamento chimico, biologico e della radioattività.

### Nucleo speleo-alpino-fluviale (SAF)
È un'abilitazione suddivisa in 4 livelli, 1A, 1B, 2A, 2B e un'abilitazione al soccorso in ambito fluviale-alluvionale. Il livello più alto, denominato SAF 2B, comprende l'abilitazione di aerosoccorritore.
I nuclei Speleo Alpino Fluviali sono costituiti da personale operativo che utilizza, nell’ambito delle attività di soccorso tecnico urgente, attrezzature e procedure di soccorso derivate dagli ambiti della speleologia, dell’alpinismo e del fluviale, opportunamente adattate e sviluppate per essere efficaci in zone impervie. Esse consentono di aumentare i livelli di sicurezza dei soccorritori e migliorare il servizio offerto alla popolazione. Tutti i Comandi provinciali dispongono di personale con specializzazione SAF, con i diversi livelli di abilitazione.

### Nucleo cinofili
Il personale operativo del vigili del fuoco dispone anche di reparti cinofili, effettuano interventi di ricerca di ogni genere, impiegati su tutto il territorio nazionale con l'ausilio di cani.
La componente dispone di 155 unità che operano sul territorio nazionale, incardinate nelle Direzioni regionali. Le unità cinofile sono impiegate nelle operazioni di soccorso finalizzate alla ricerca di dispersi in superficie e sotto le macerie. L’utilizzo di cani permette di ridurre i tempi di ritrovamento, specialmente in zone difficilmente esplorabili, aumentando le probabilità di salvataggio dei dispersi. Per tali ragioni, sono integrate nelle squadre ordinarie, nei team USAR e SAF, a bordo degli elicotteri.

### Nucleo Topografia Applicata al Soccorso (TAS)
Il Servizio di Topografia Applicata al Soccorso lavora per migliorare l’efficacia e l’efficienza delle attività del Corpo attraverso l’approccio geografico. Utilizza risorse umane e strumentali per l’analisi e l’impiego di dati geo-referenziati, utili alla descrizione dello scenario operativo al fine di supportare la fase decisionale del direttore tecnico dei soccorsi dei Vigili del fuoco, consentendo il monitoraggio dell’intervento e la documentazione delle operazioni. Il servizio è organizzato in nuclei provinciali e regionali coordinati dal Servizio Centrale TAS che costituisce l’Ufficio cartografico del Corpo e cura l’aggiornamento del Geoportale VVF.

### Nucleo aeroportuali
Il Corpo nazionale dei Vigili del fuoco assicura il servizio antincendio in 38 aeroporti nazionali, con l’impiego di circa 2.800 unità e circa 300 automezzi progettati e specificamente realizzati per scenari incidentali che coinvolgono gli aeromobili e per consentire il salvataggio dei passeggeri a bordo. In questi casi, le operazioni di soccorso e salvataggio devono essere completate entro pochi minuti dall’incidente, i mezzi in dotazione sono perciò caratterizzati da elevata velocità, facilità di manovra, automatismi e grande capacità di spegnimento.

### Nucleo nautici
Presenti nei più importanti porti italiani, gli specialisti nautici sono pronti a ogni evenienza in ambito portuale, che può variare dall’incendio al soccorso a imbarcazioni, alle operazioni SAR (Search and Rescue). Dislocato lungo tutta la costa italiana, il soccorso portuale dei Vigili del fuoco è quindi un’importante componente del Corpo nazionale.
- Dislocazione nuclei portuali VVF:
  - I Classe (porti di rilevanza internazionale): Ancona, Augusta (SR), Cagliari, Genova, Gioia Tauro (RC), La Spezia, Livorno, Napoli, Ravenna, Savona, Taranto, Trieste, Venezia;
  - II Classe (porti di rilevanza nazionale): Bari, Brindisi, Catania, Civitavecchia (RM), Messina, Palermo, Porto Torres (SS);
  - III Classe (porti di rilevanza regionale e interregionale): Gaeta (LT), Trapani, Vibo Valentia Marina (VV).

### Nucleo nucleare-biologico-chimico-radiologico (NBCR)
I Vigili del fuoco fronteggiano da sempre le emergenze legate alla presenza di sostanze pericolose, comprese le emergenze di tipo NBCR derivanti dall’impiego dell’energia nucleare e dall’uso di sostanze biologiche, chimiche e radiologiche. Per questo, il Corpo nazionale è dotato di una rete di rilevamento della radioattività, con stazioni automatiche di rilevamento, trasmissione ed elaborazione dei dati rilevati, che consentono anche il monitoraggio ambientale.

### Nucleo Radioriparatori
Si tratta di personale dedicato alla verifica del corretto funzionamento delle apparecchiature di comunicazione dei vigili del fuoco. Le comunicazioni sono di fondamentale importanza per l'operato quotidiano delle squadre impegnate sul territorio.

### Nucleo Gruppi Operativi Speciali
Il compito fondamentale è la demolizione di edifici pericolanti, apertura di varchi per facilitare il raggiungimento dei luoghi di intervento inaccessibili ai mezzi ordinari per il soccorso, il ripristino della viabilità, nonché la bonifica ambientale a seguito di alluvioni e dissesti idrogeologici, l'attività di supporto alla ricerca di dispersi sotto macerie e di appoggio alle squadre impegnate nel contrasto agli incendi di vaste proporzioni che impongono lo smassamento del combustibile.

### Soccorso Acquatico
Sono circa 1.000 i vigili del fuoco qualificati come soccorritori acquatici: intervengono in scenari alluvionali in ambito urbano, marittimo, lacustre, fluviale e sulle spiagge nel periodo estivo, in servizio nei presidi stagionali. Distribuiti sul territorio per integrarsi nel servizio di soccorso ordinario, operano in sinergia con gli specialisti sommozzatori, prestando un’azione di salvataggio qualificata e tempestiva.

### Nucleo Sistemi Aeromobili a Pilotaggio Remoto (SAPR)
Forniscono immagini in alta qualità e in tempo reale, caratteristica fondamentale per la gestione di un’emergenza. La loro attività si sviluppa nel soccorso ordinario e nelle grandi emergenze come terremoti, alluvioni, incendi, nei rilasci incontrollati di energia o di sostanze e nelle attività di Difesa Civile. In particolare, i SAPR (Sistemi Aeromobili a Pilotaggio Remoto) sono impiegati nelle missioni di ricerca in aree estese, remote o in condizioni ambientali ostili, inaccessibili e meteorologiche avverse, superando i limiti dei tradizionali mezzi che possono trovare impedimenti o limitazioni di volo.
Il nucleo SAPR dei Vigli del fuoco è impegnato, con drone e sensore di colore RGB, nei rilievi termici nelle zone colpite dagli incendi boschivi a supporto del DOS (Direttore Operazioni di Spegnimento)

### Nucleo Neve e Ghiaccio (Negh)
Preparate e istruite all’uso di dispositivi salvavita in caso di valanga, come l’ARTVA (Apparecchio di Ricerca dei Travolti in Valanga), abilitate alla guida di automezzi speciali e specifici per spostamenti su terreno innevato, qualificate all’uso di tecniche di movimentazione con ramponi ed esperte in ancoraggi su terreno ghiacciato. Sono le squadre “Neve e Ghiaccio” dei Vigili del fuoco, esperte nel soccorso in ambiente montuoso e dove è presente l’elemento neve. Queste unità sono integrate nell’ordinario dispositivo di soccorso e possono essere inviate su tutto il territorio italiano per operare in scenari emergenziali.

### Servizio Trattamento Criticità Strutturali (SCTS)
È una funzione operativa del Corpo Nazionale studiata per la gestione di problematiche riguardanti l’edificato in condizioni di emergenza. Si esplica mediante attività iniziali di Ricognizione Esperta per la Caratterizzazione Strategica (RECS), effettuata dalla componente tecnica del Corpo (Ingegneri, Architetti, Geometri e Periti Industriali). Tale ricognizione si realizza attraverso sopralluoghi funzionali all’analisi generale dello stato di dissesto del territorio, nonché con la gestione di Interventi Speciali di messa in sicurezza, grazie alla costituzione di un Nucleo (NIS) di tecnici ed operatori Vigili del fuoco esperti nel settore delle “opere provvisionali”.

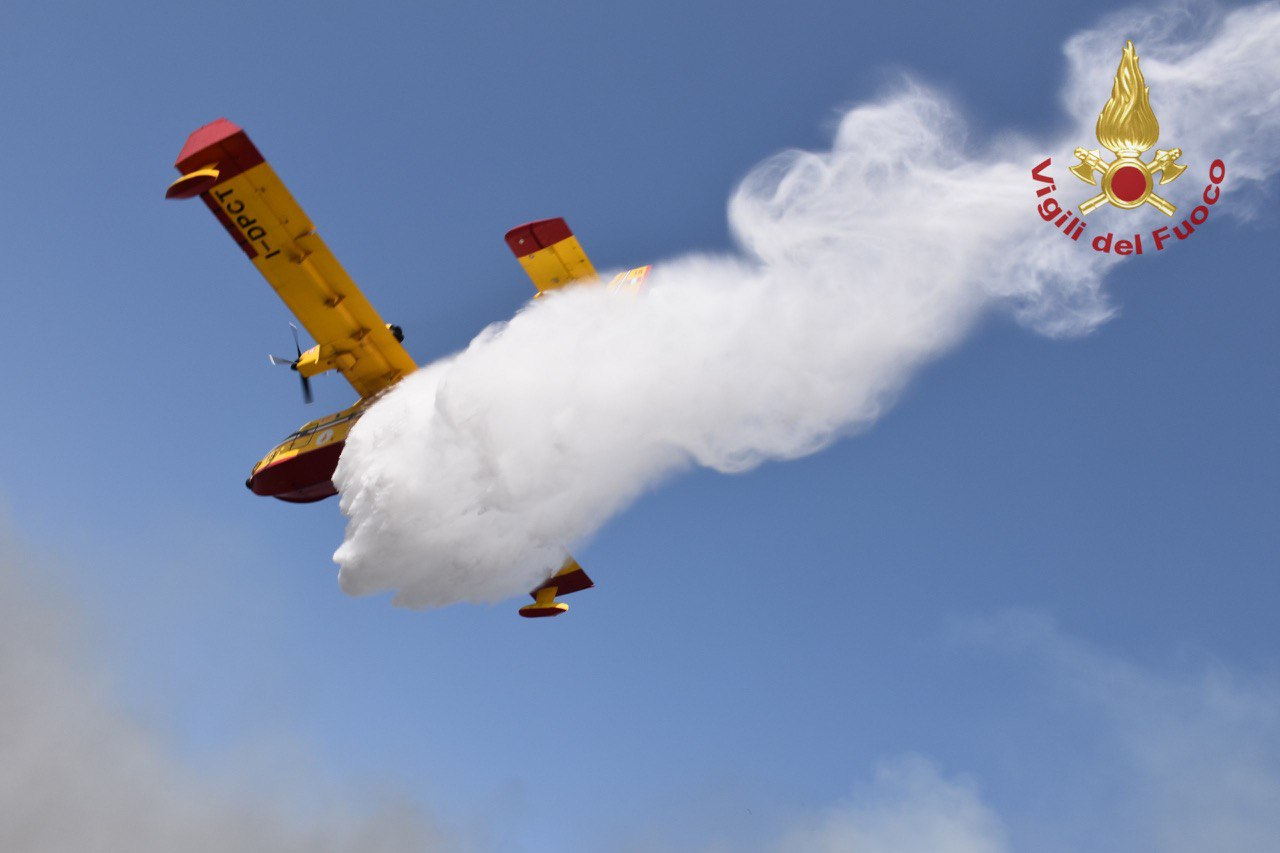
Canadair che sgancia acqua

### Canadair
È composta da 19 Canadair CL415, aerei anfibi bimotore turboelica ad ala alta, con un’autonomia di 2.427 km, velocità massima di 376 Km/h ed una portata di 6.137 litri d’acqua. Gli aeromobili Canadair sono schierati presso le basi operative, che si distinguono in permanenti, stagionali e di scalo temporaneo in base a un piano di azione o su disposizione del COAU (Centro Operativo Aereo Unificato). Le basi permanenti dei Canadair sono collocate a Genova, Roma e Lamezia Terme.
Il personale SAF (anche quello fluviale) ed NBCR è normalmente, tranne che nei livelli apicali, personale operativo "standard", cioè quello che viene chiamato al 115.

## Mezzi in dotazione
Il Corpo nazionale dei Vigili del fuoco possiede mezzi speciali per lo svolgimento di qualsiasi intervento di soccorso; nonché veicoli logistici e di supporto tecnico alle attività istituzionali. I principali mezzi di soccorso sono dislocati in ciascun Comando e distaccamento, in numero adeguato alle esigenze del territorio di competenza.
L'acquisto dei veicoli da destinarsi ai vari Comandi avviene attraverso bandi di gara ministeriali mentre, i distaccamenti volontari, possono essere finanziati anche da enti locali o privati (tramite apposite onlus) e provvedere ad acquisti autonomi. Non di rado, si possono individuare mezzi (sequestrati alle organizzazioni malavitose) che vengono poi intestati al Corpo.
La dotazione tipica è la seguente:
- Auto pompa serbatoio;
- Autobotte pompa;
- Autogrù;
- Anfibio;
- Automezzo Cingolato Bimodulare;
- Carro viveri;
- Fuoristrada;
- Movimento terra;
- Mezzi NBCR;
- Vetture di servizio;
- Veicoli logistici.

Tutti i mezzi di cui prima sono, come ovvio, dotati di apparati ricetrasmittenti di ultima generazione in grado di coprire anche aree non servite dal servizio GSM e di apparati di segnalazione ottica e acustica per gli interventi effettuati con urgenza. La caratteristica livrea, con scritte bianche su fondo rosso acceso, li rende particolarmente riconoscibili su tutta la flottiglia di mezzi dedicati al soccorso pubblico.

### Mezzi terrestri

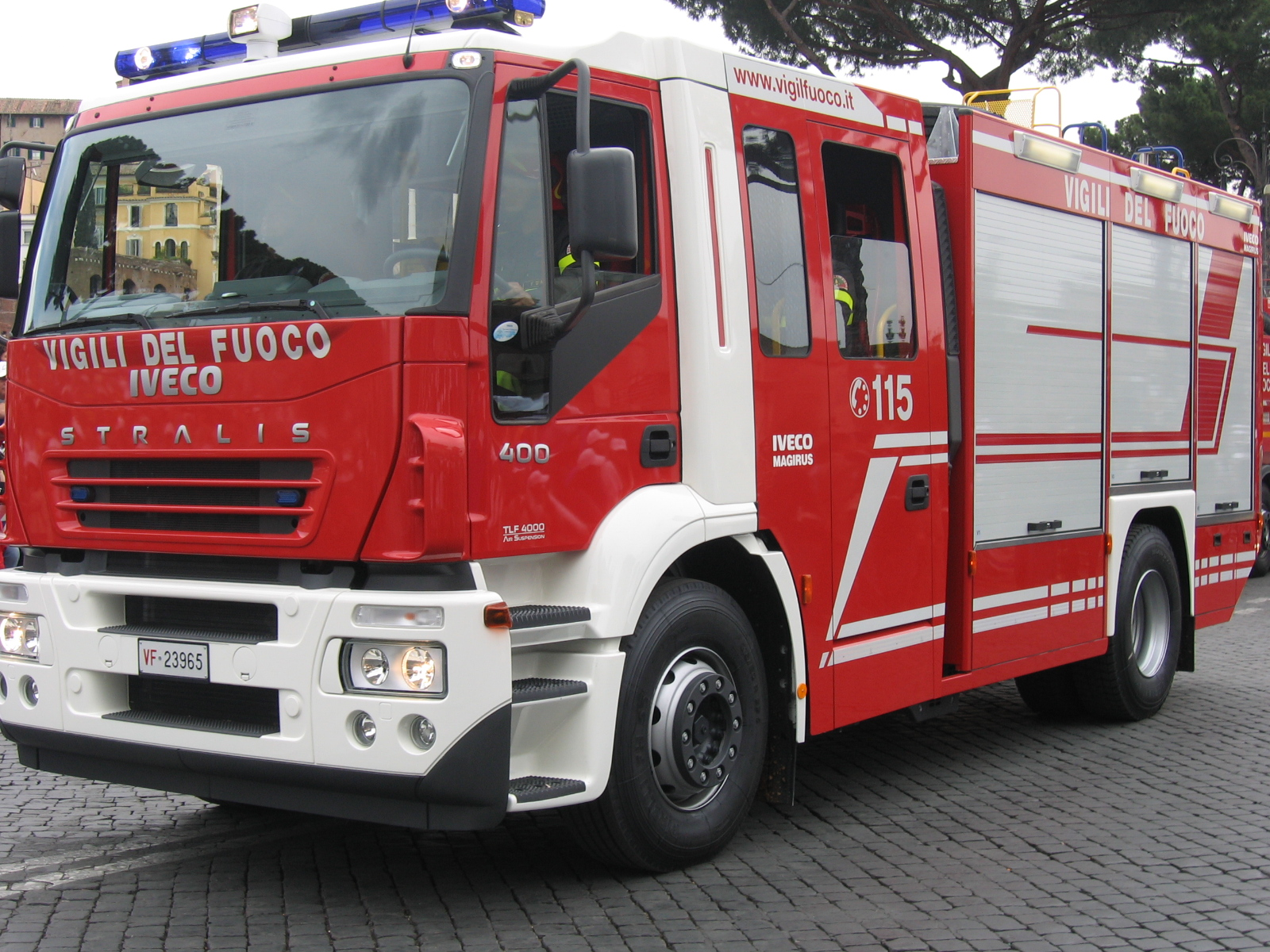
Iveco Stralis AF190S40 I serie
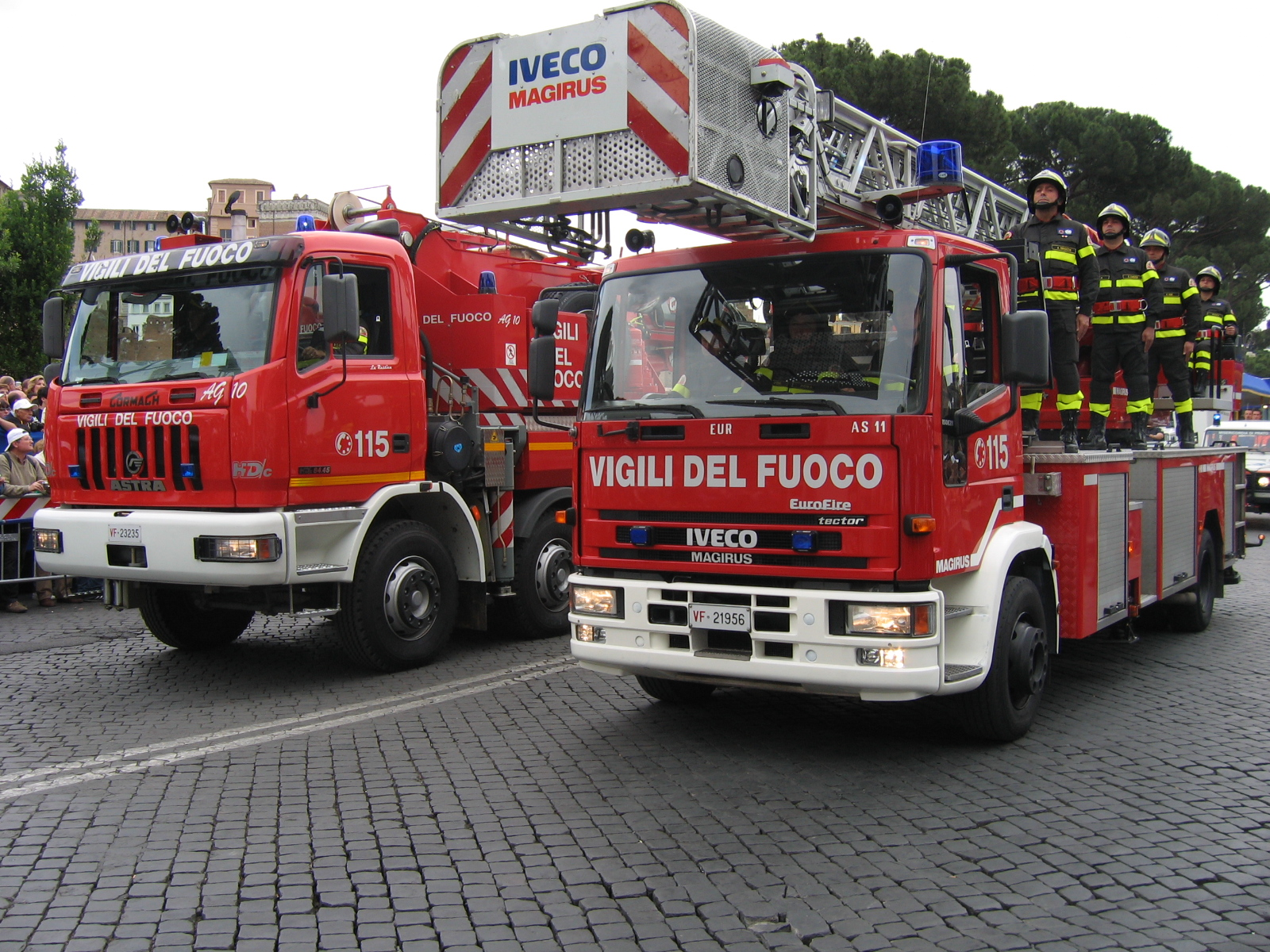
Mezzi durante la festa della Repubblica Italiana.
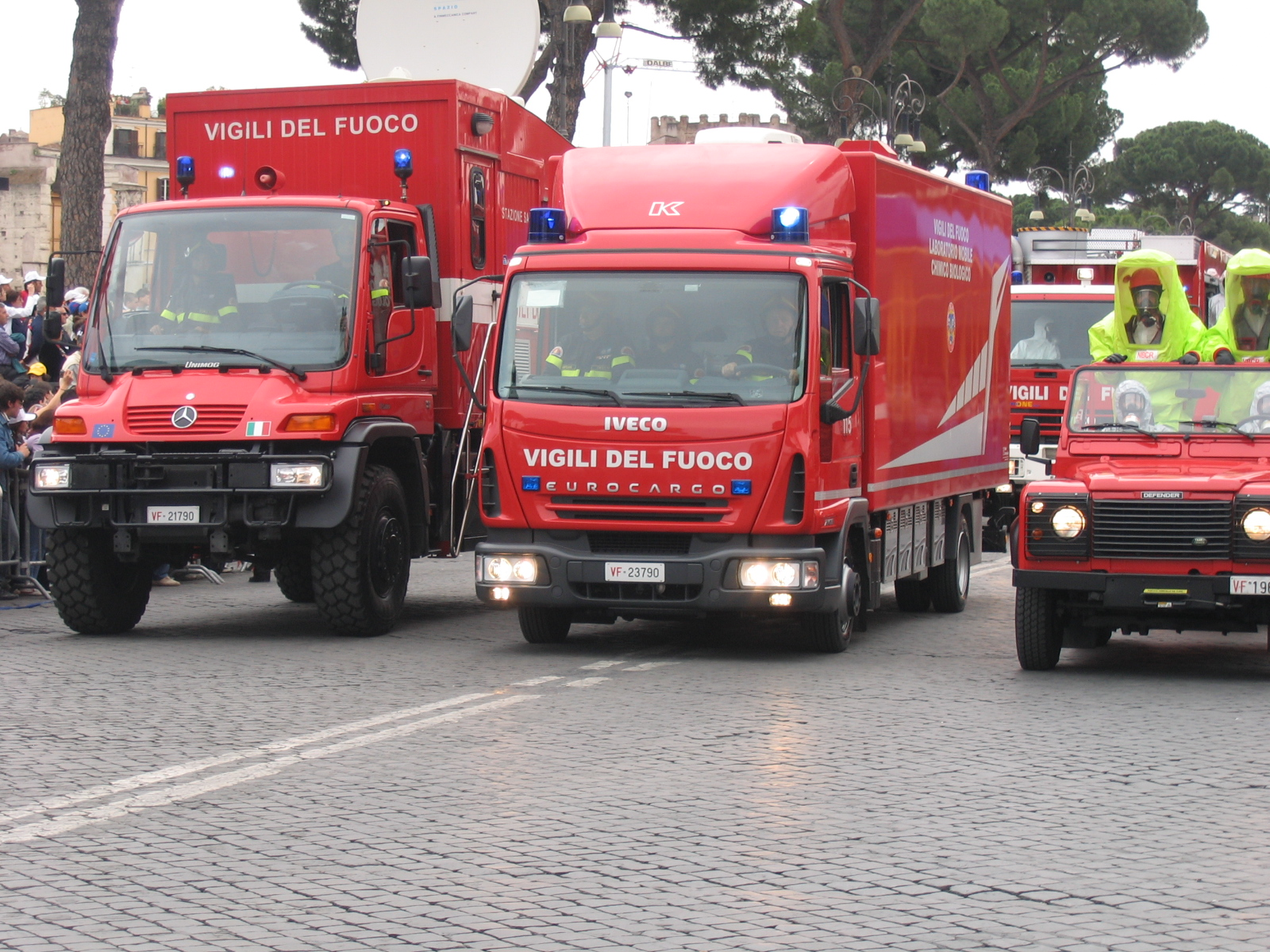
Mezzi durante la festa della Repubblica Italiana.
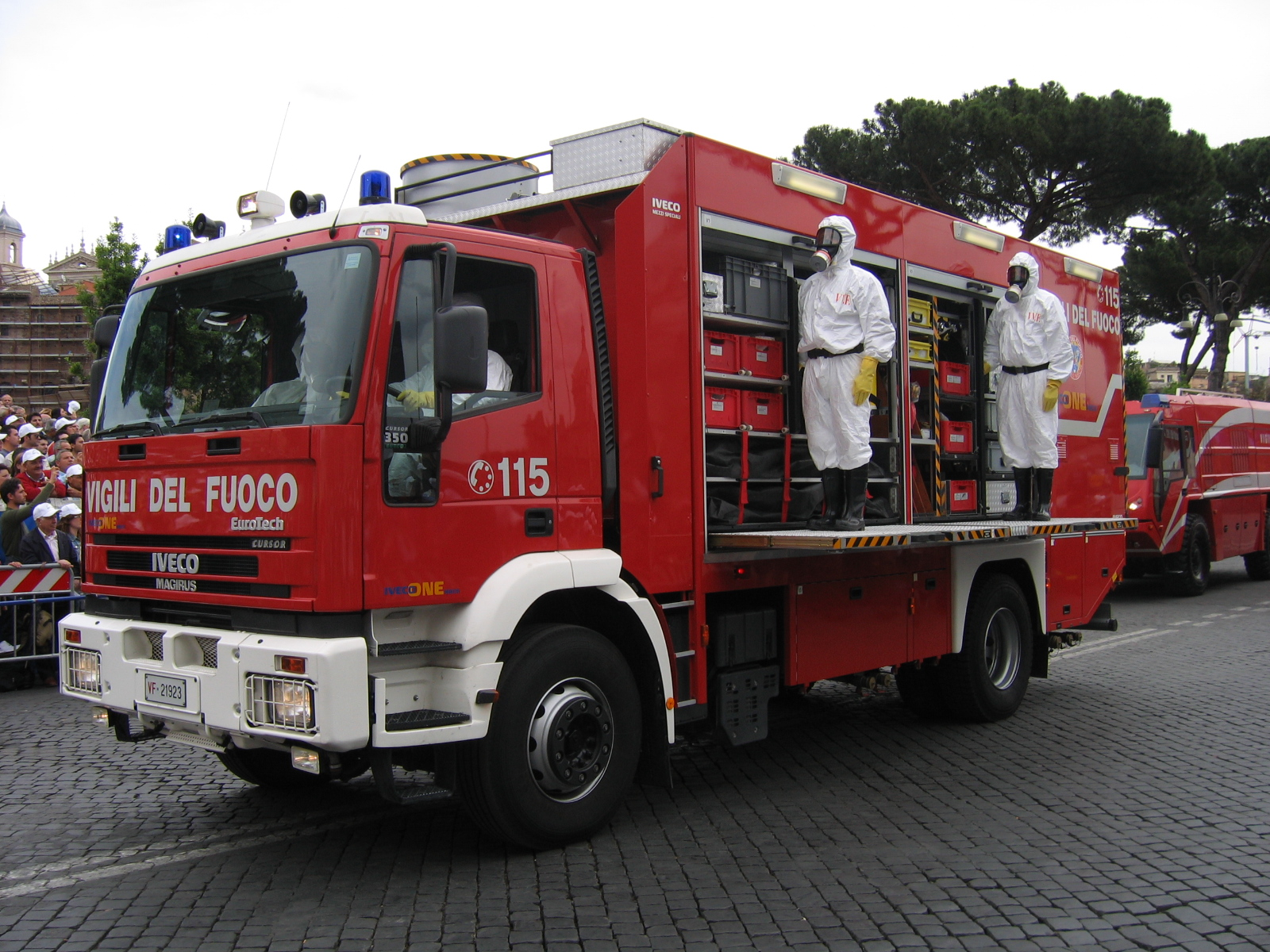
Iveco EuroTech 190E35 Cursor "Iveco One" del nucleo NBCR di Milano alla parata del 2 Giugno
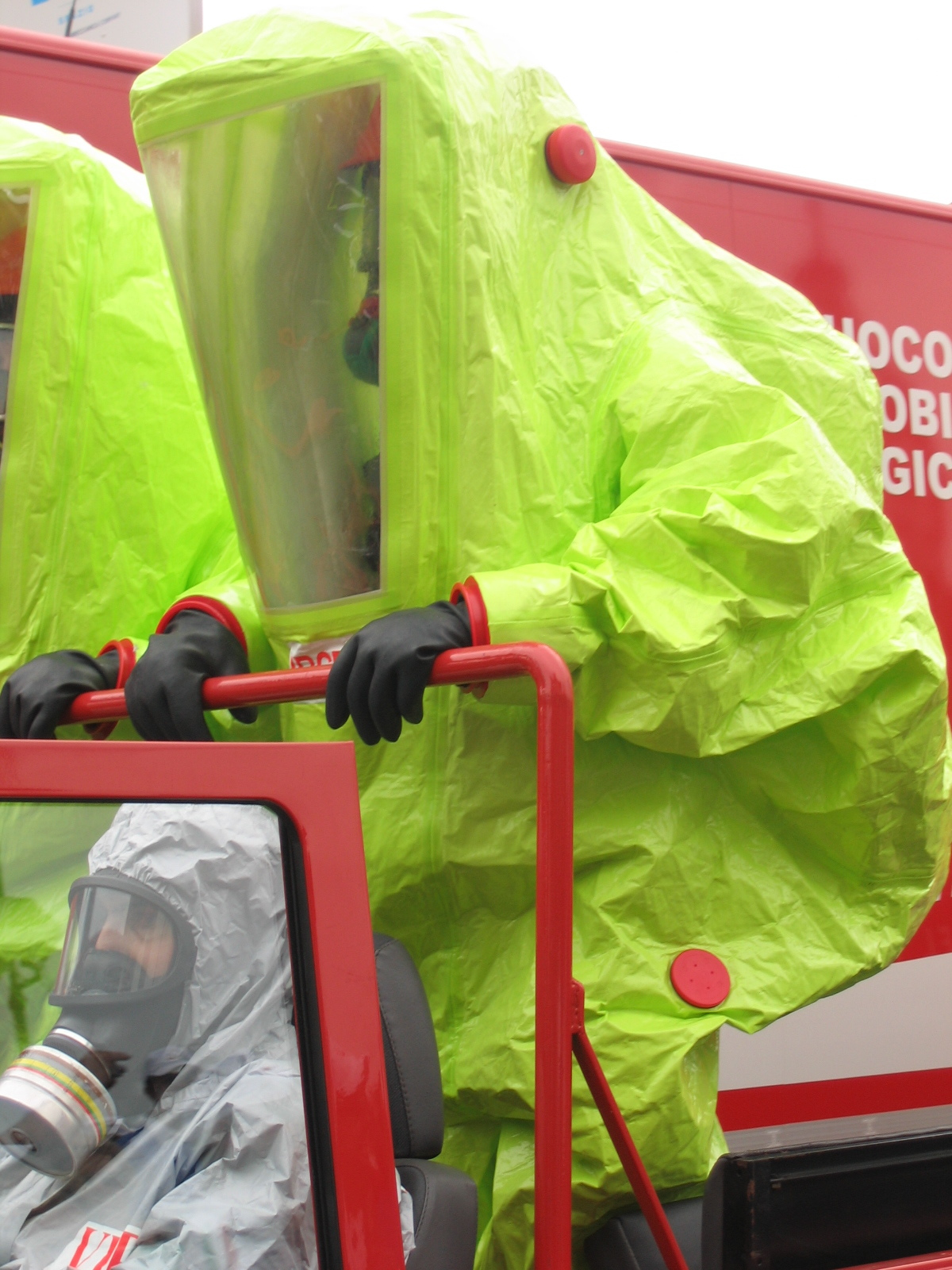
Vigile del fuoco del nucleo NBCR con indosso una tuta protettiva di tipo 1a
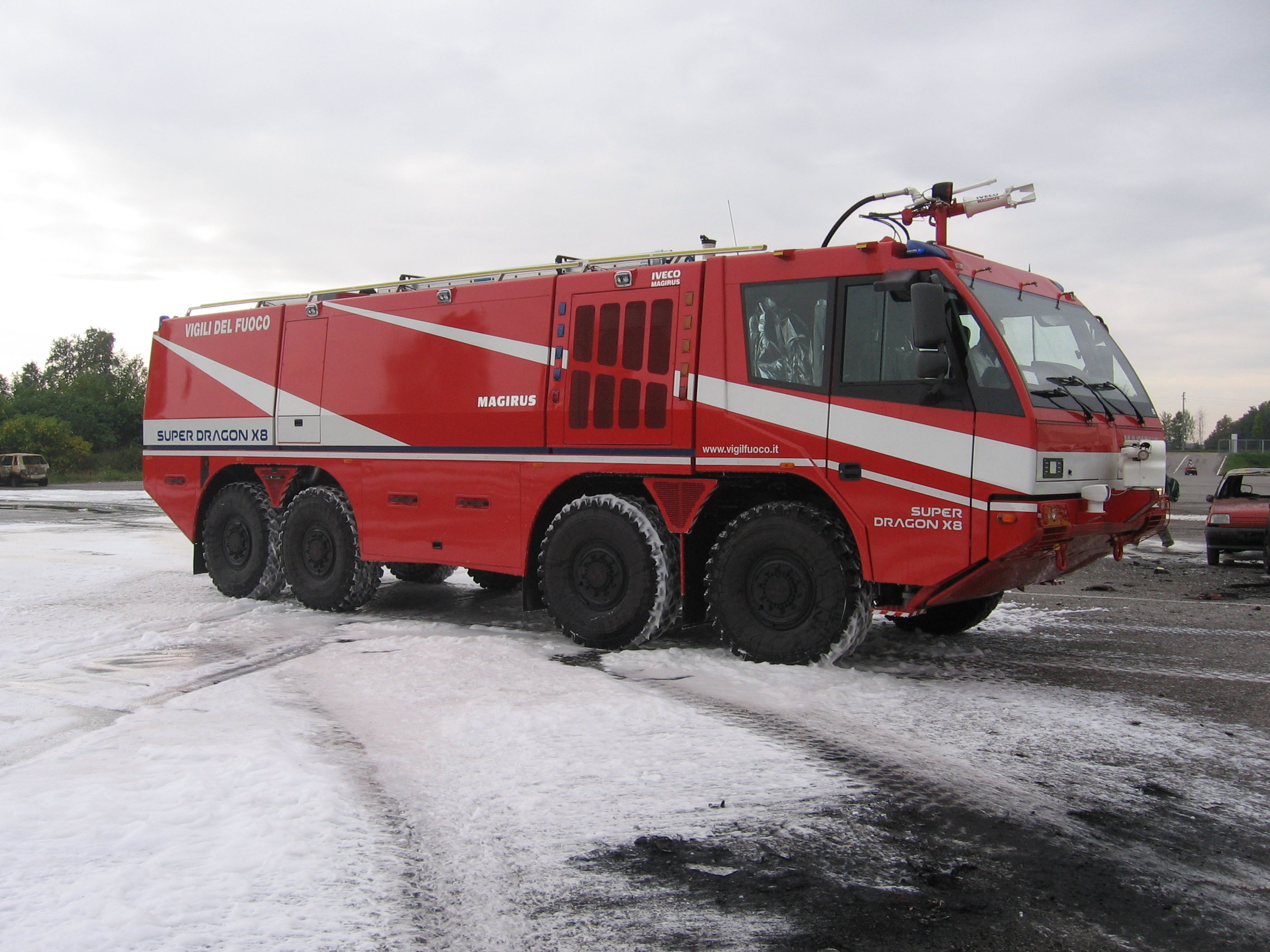
Iveco Magirus Super Dragon X8.
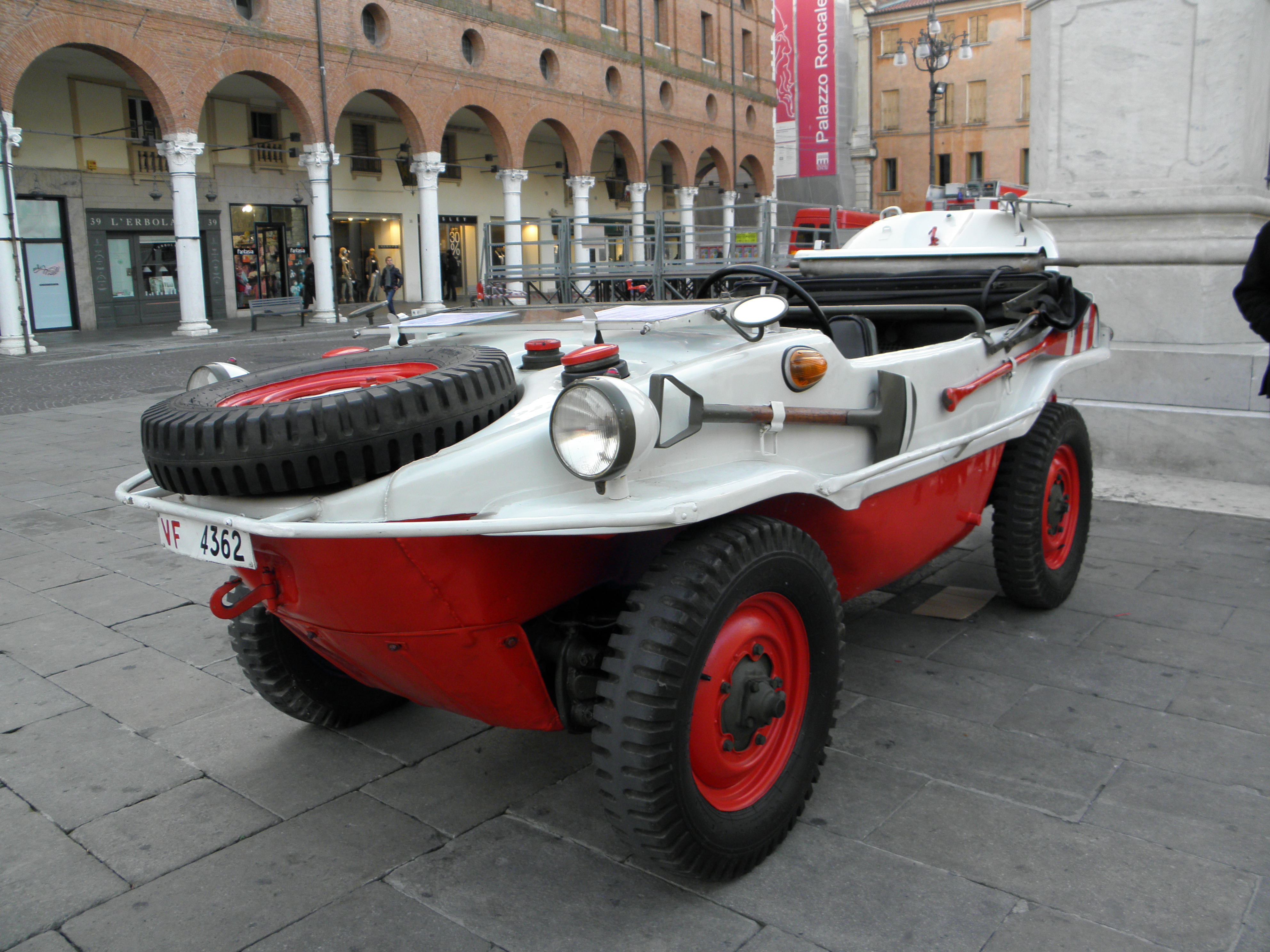
Volkswagen Schwimmwagen, veicolo anfibio storico nei colori dei vigili del fuoco.
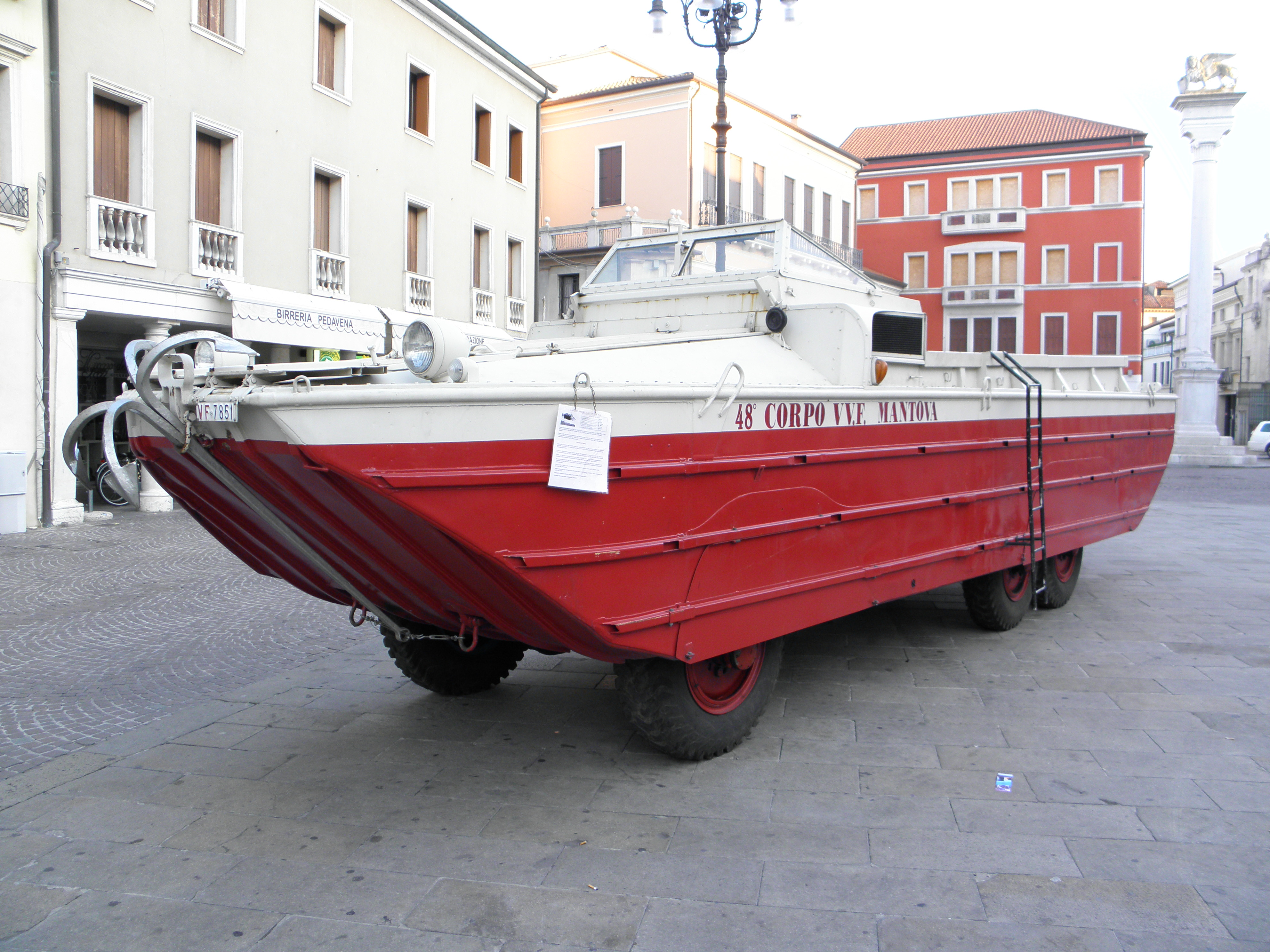
DUKW, veicolo anfibio storico nei colori dei vigili del fuoco.
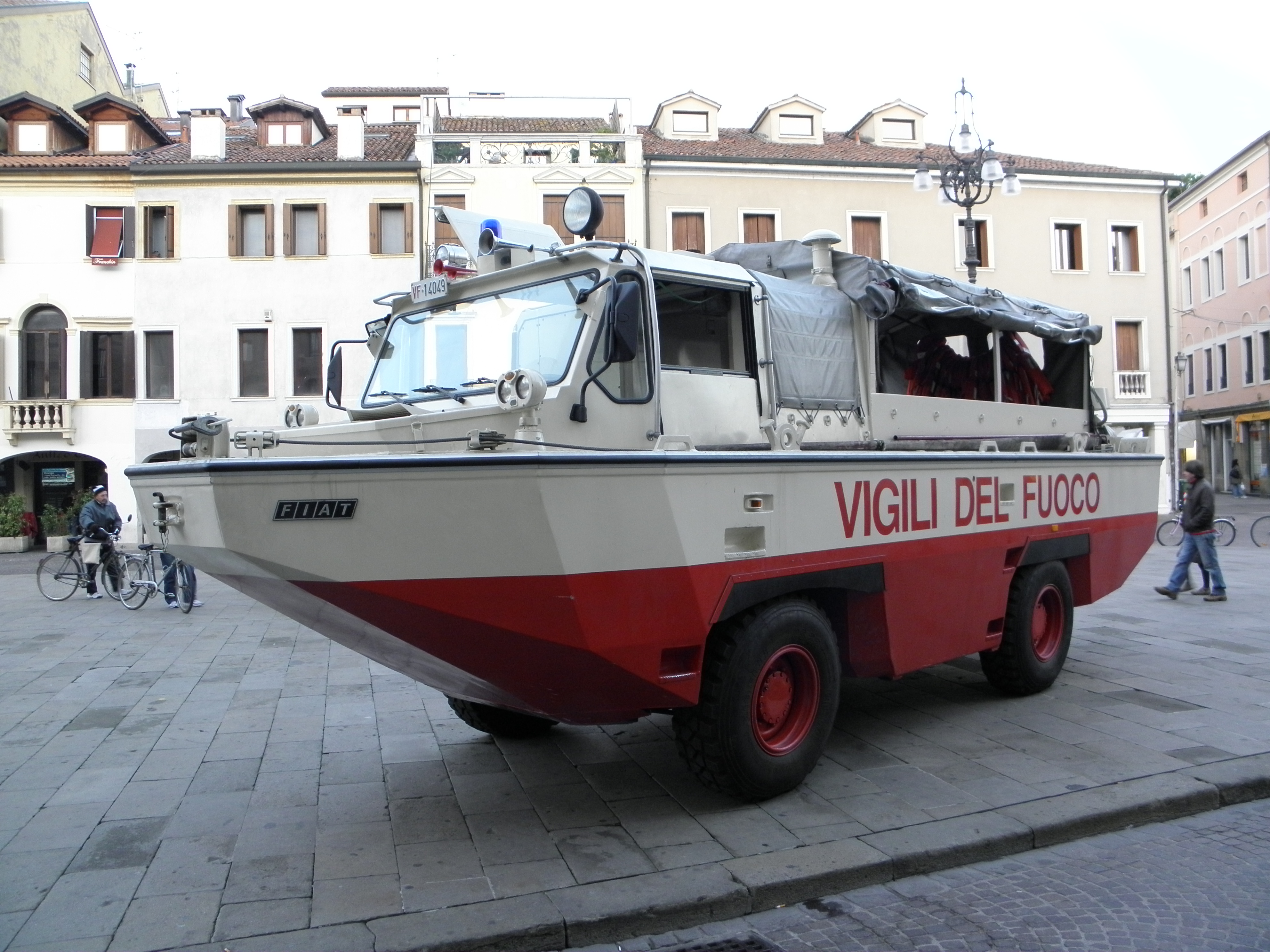
Fiat 6640 AMDS, veicolo anfibio.
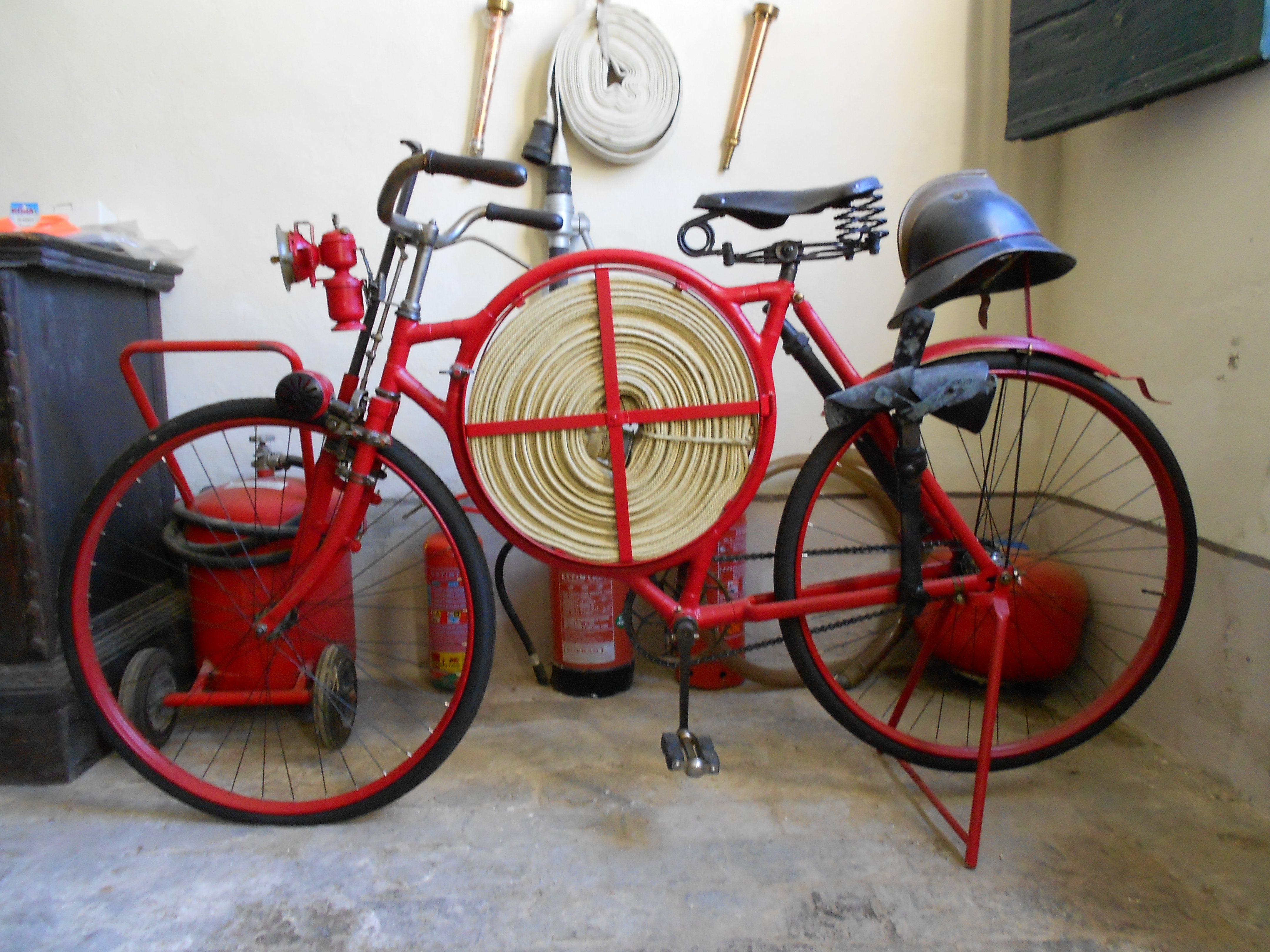
bicicletta storica
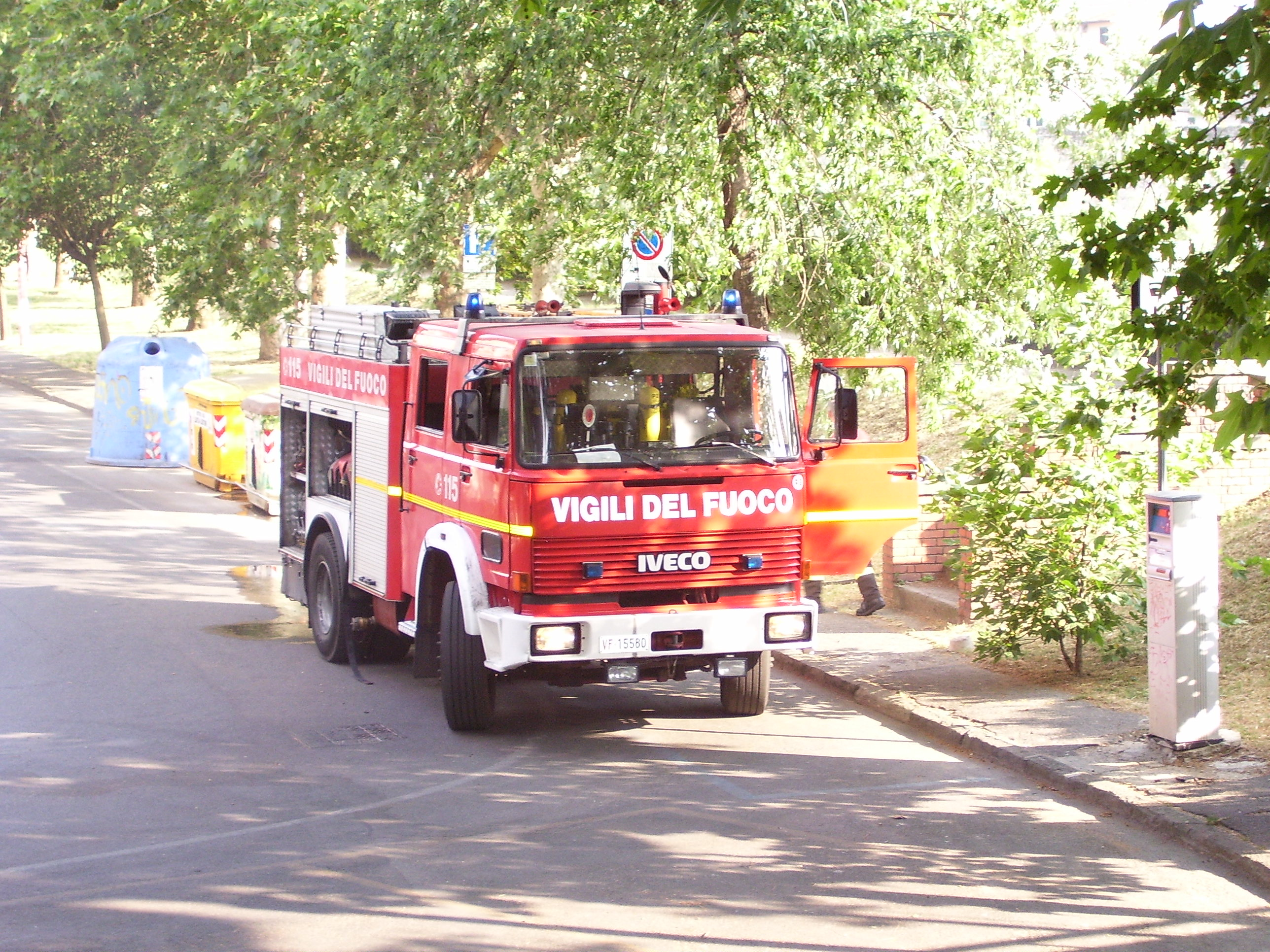
Autopompa Iveco Baribbi 190-26 dei vigili del fuoco.
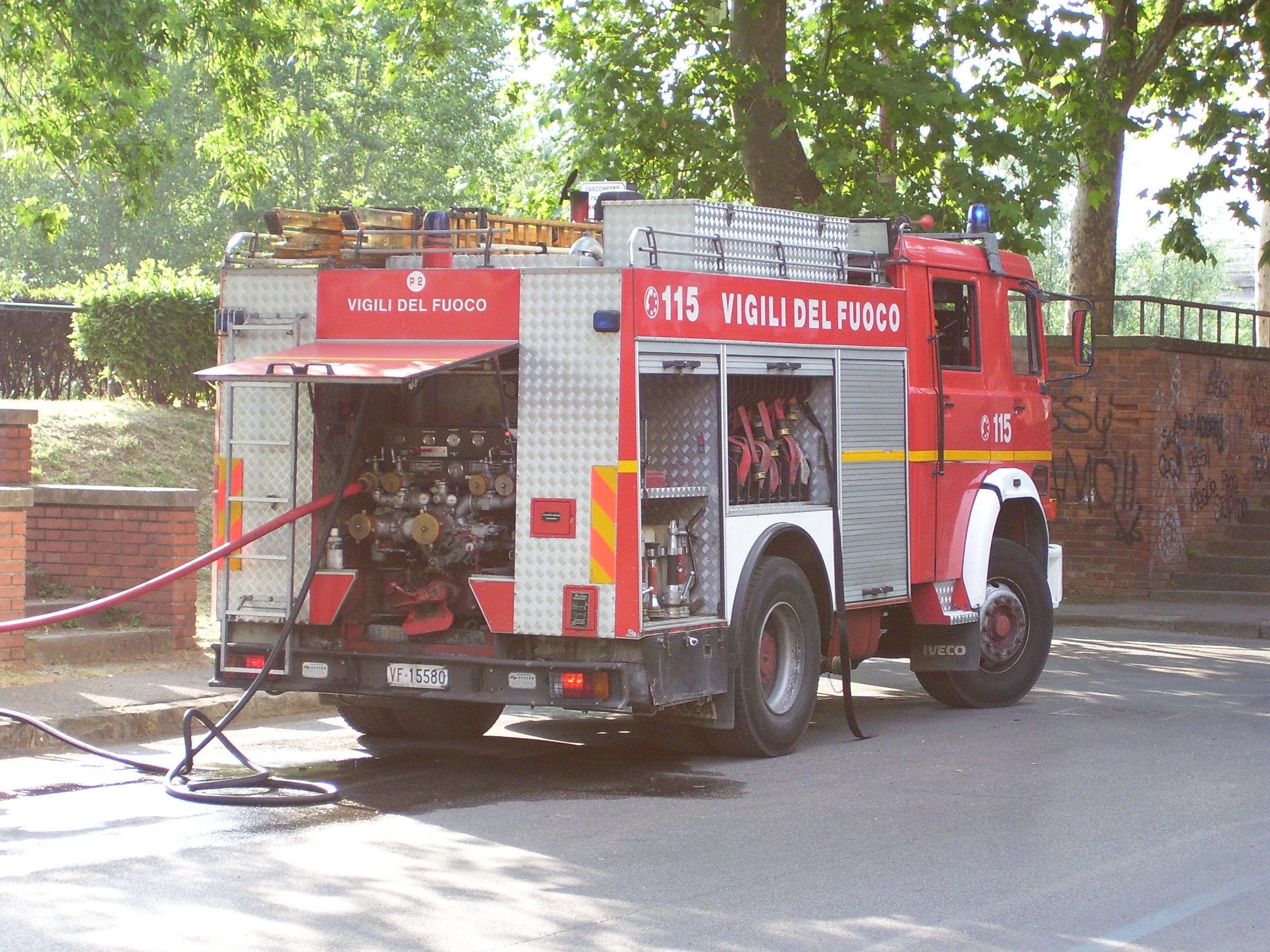
Autopompa Iveco Baribbi 190-26 dei vigili del fuoco.
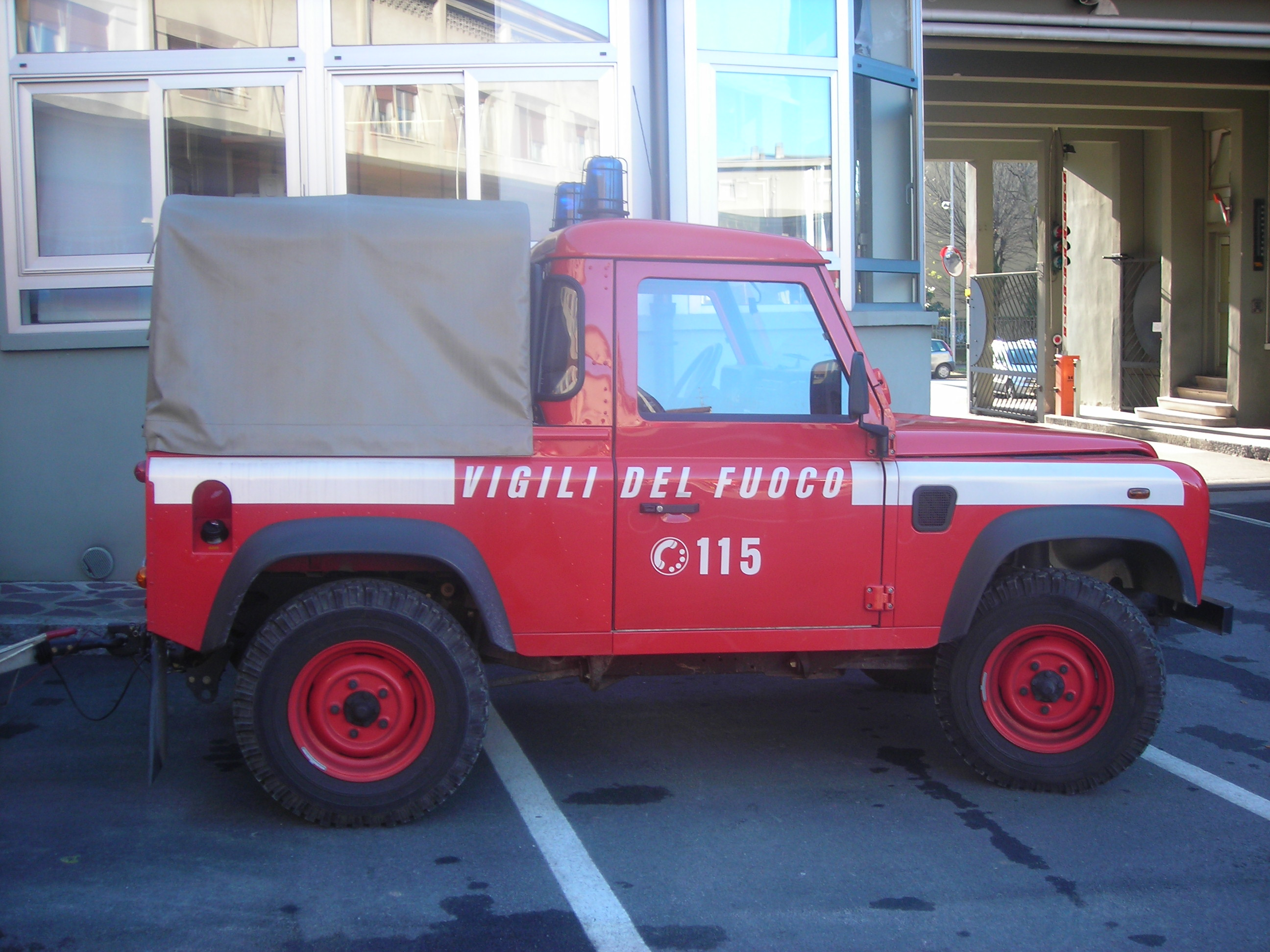
Land Rover Defender.
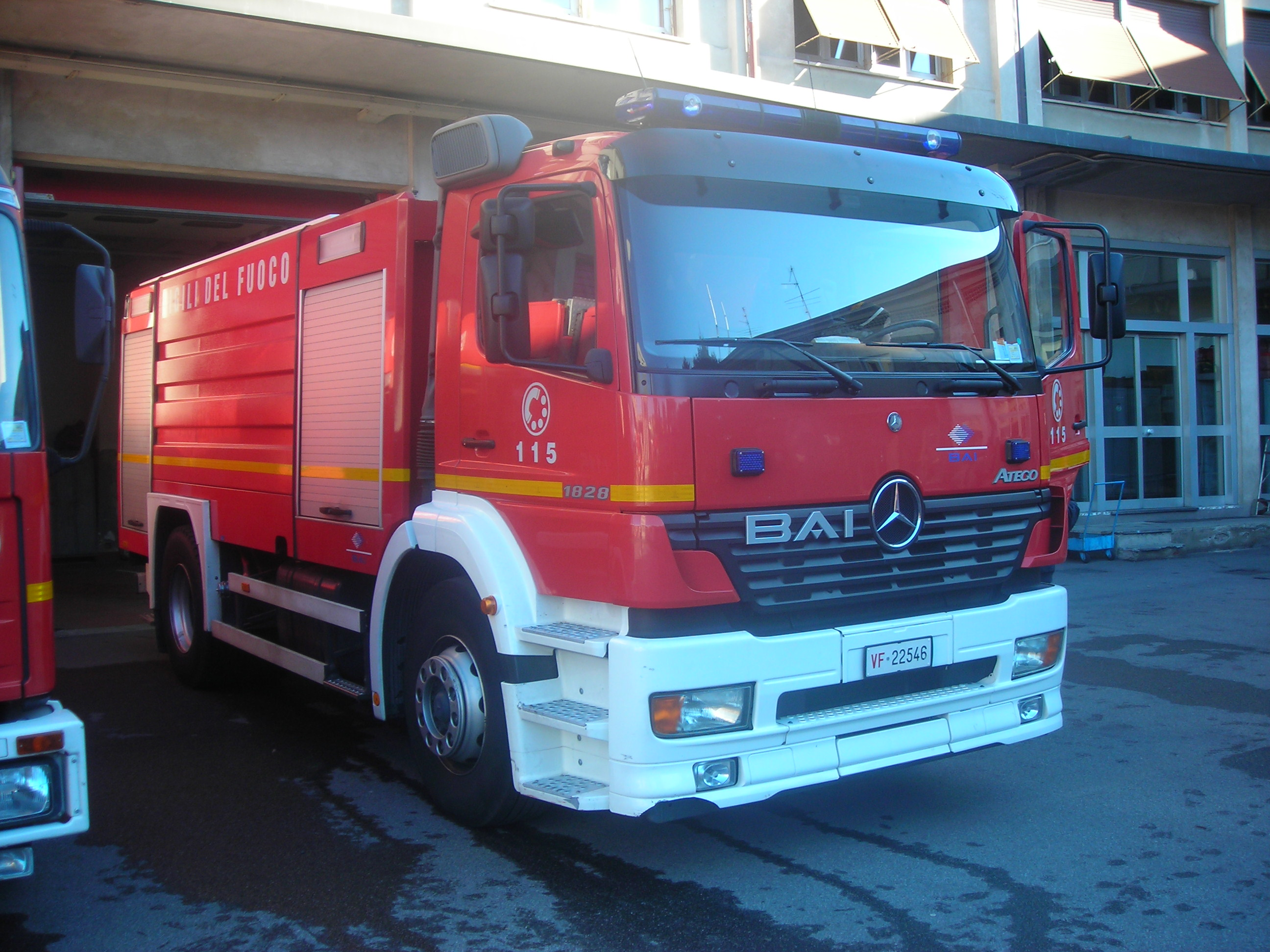
Autobotte Mercedes Atego.
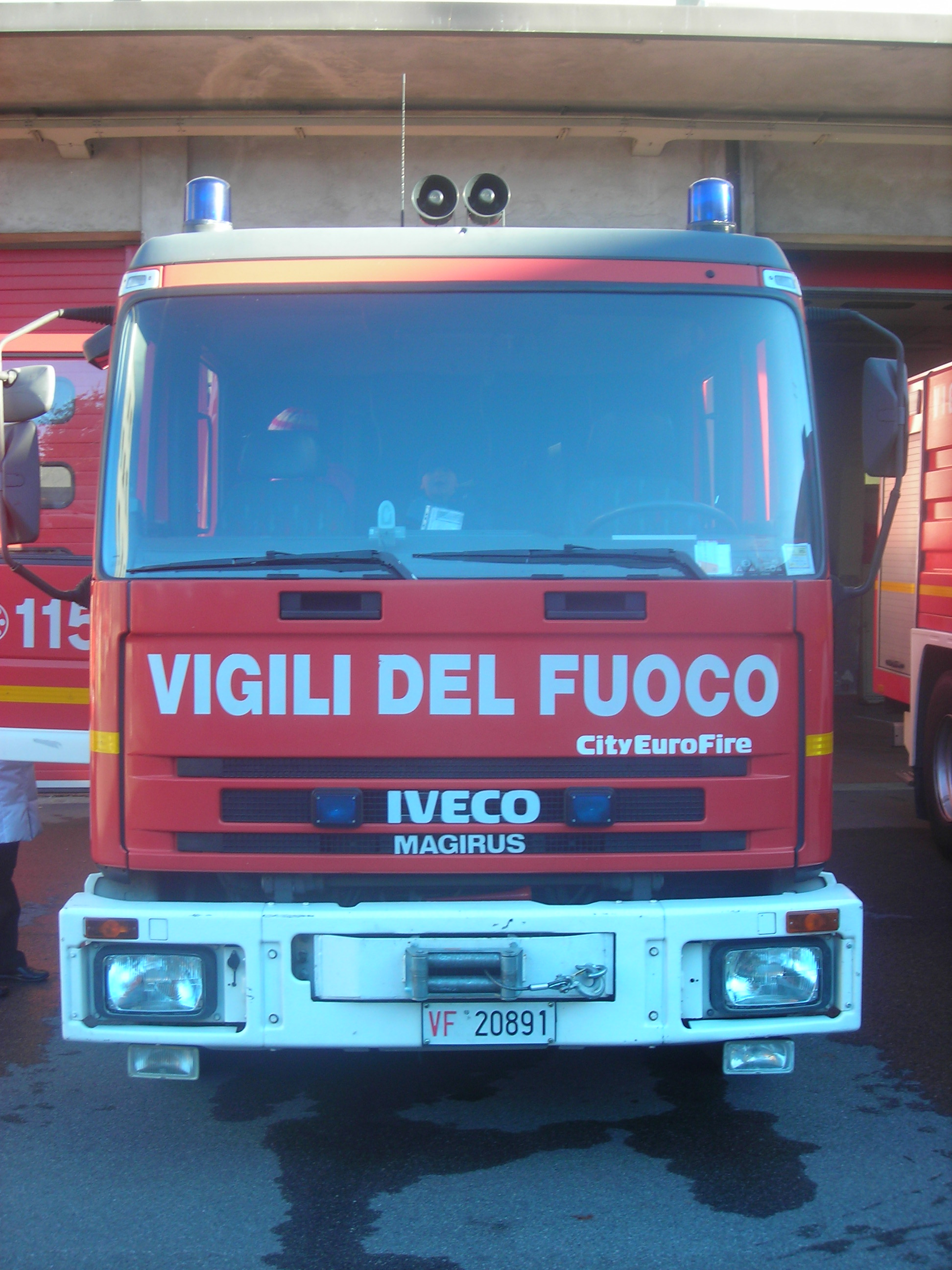
Autopompa Iveco Magirus CityEurofire 100E21.
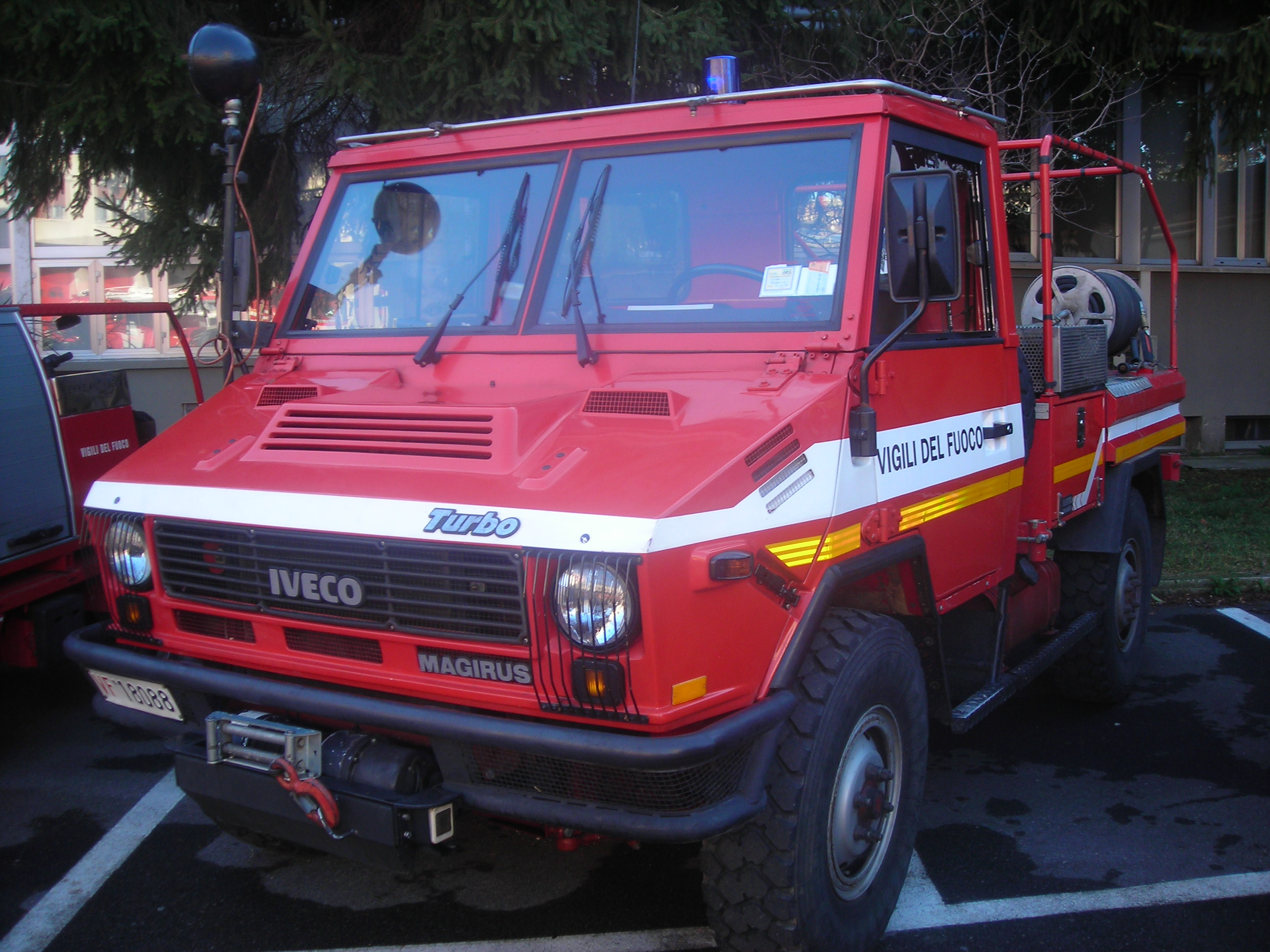
Modulo boschi Iveco Magirus VM90.
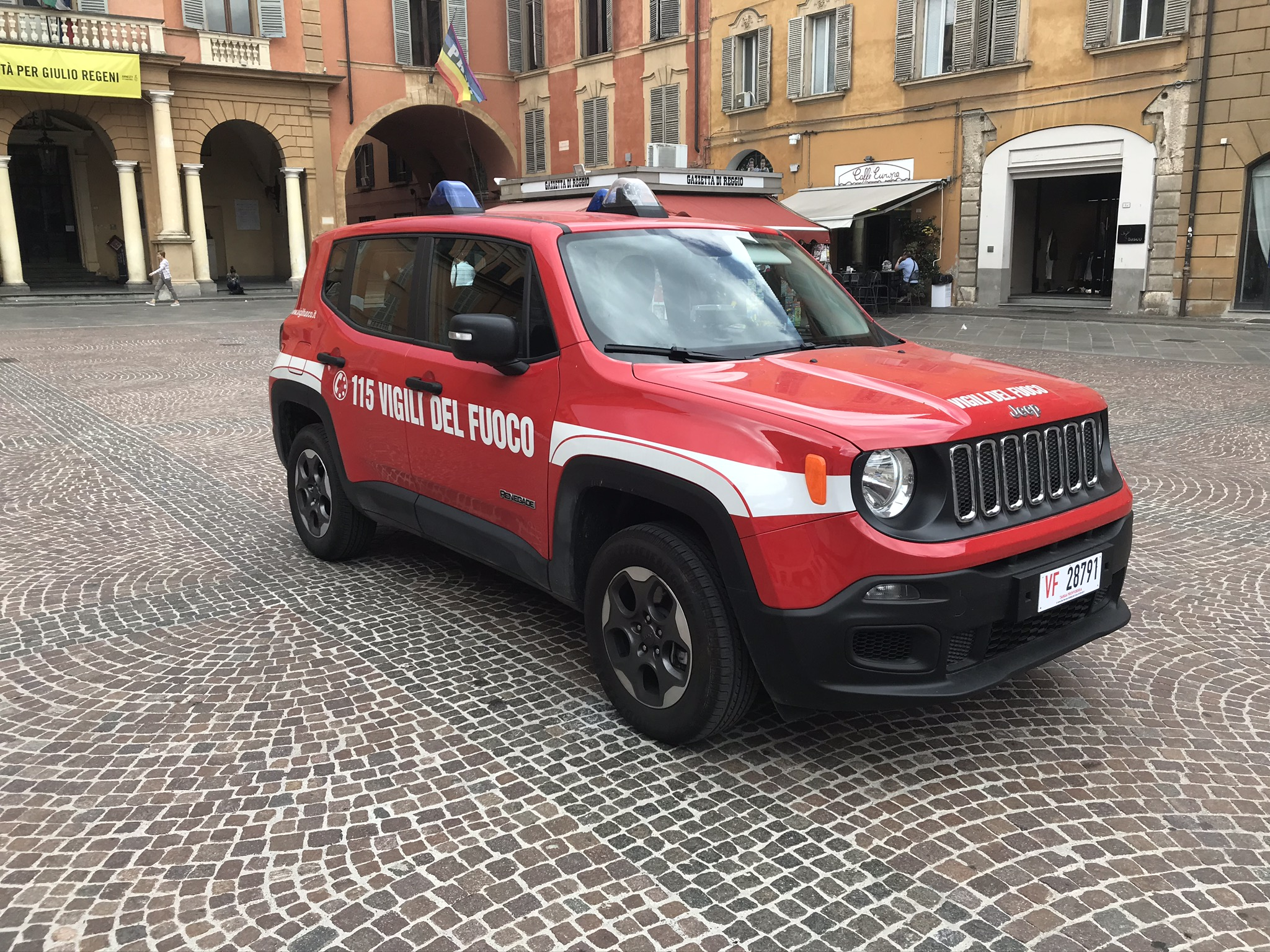
Jeep Renegade

#### Autopompa serbatoio (APS)
Viene comunemente utilizzata per la maggior parte degli interventi come gli incendi, incidenti stradali, soccorso a persone ecc. Questi mezzi sono dotati sia del materiale necessario all’estinzione di incendi, sia degli attrezzi per gli altri interventi di soccorso che comunemente vengono svolti.

#### Auto botte pompa (ABP)
È un mezzo dotato di una importante capacità idrica (in media 8.000 litri) che opera in appoggio dell’APS soprattutto negli incendi di grande entità. Ha inoltre il compito di rifornire di acqua gli automezzi operanti. La cabina ospita esclusivamente l'autista e un vigile, anticamente definito "uomo di botte".

#### Autogrù (AG)
Veicolo utilizzato per la movimentazione di carichi durante interventi di soccorso, in particolare in scenari relativi ad incidenti stradali, ferroviari e dissesti statici interessanti edifici o infrastrutture.

#### Autoscala (AS)
Veicolo utilizzato per raggiungere luoghi alti come piani di condomini, alberi ecc. I vigili del fuoco hanno in dotazione autoscale che possono raggiungere altezze che con gli automezzi più piccoli arrivano a 20 m fino ai 50 m degli automezzi più grandi.

#### Anfibio (AA)
Mezzo speciale utilizzato nel caso di esondazioni, specie per la ricerca e il soccorso di persone rimaste isolate in zone parzialmente o totalmente inondate.

#### Autofurgone Unità di Crisi Locale (AF/UCL)
Veicolo equipaggiato con apparecchiature di comunicazione e geolocalizzazione dedicato al coordinamento di più squadre di soccorso, è in grado di gestire a livello locale, tutte le comunicazioni sugli interventi maggiori come ricerche di persone disperse o scomparse.

### Mezzi nautici

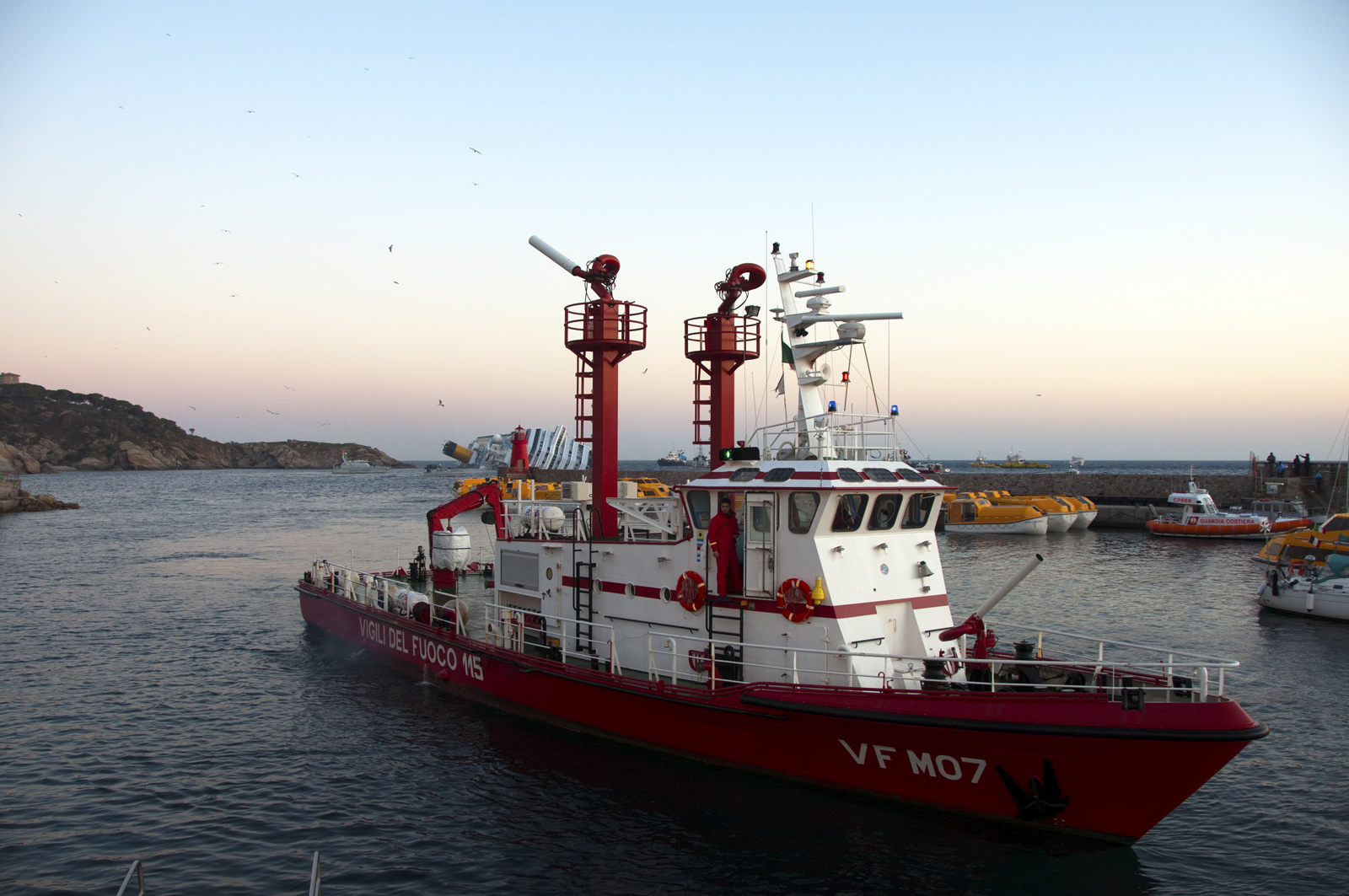
La motobarcapompa VF07

Esistono diverse tipi di MBP (motobarche pompa) a seconda della categoria del porto e del tipo di intervento. Dalla più grande e meno veloce (una velocità massima di 12 nodi) la serie 1100 dalla lunghezza di 30 metri e con una grande portata d'acqua, a quelle medie, ad esempio la serie 1000 o Raff, serie decisamente più veloce (dai 20 ai 30 nodi) e con una portata d'acqua inferiore, ai mezzi RIB od equivalenti, ovvero battelli pneumatici di 9 – 10 m che possono raggiungere anche 50 nodi ed hanno lo scopo di trasportare la squadra d'intervento direttamente sulle navi che necessitano soccorso o per partecipare al SAR.

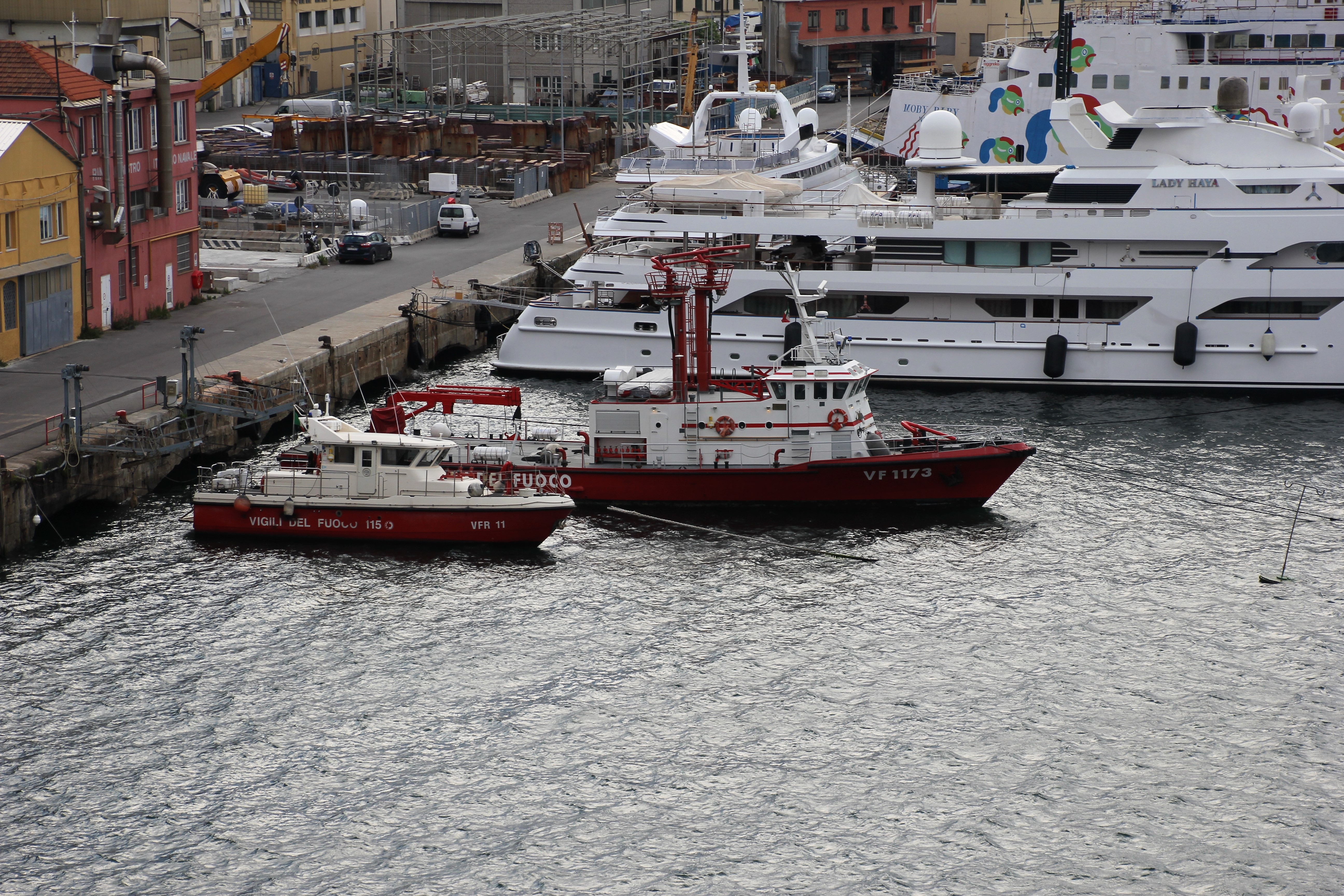
Mezzi nautici ormeggiati nel porto di Genova

### Mezzi aerei
Il Corpo nazionale dei Vigili del fuoco ha in dotazione quattro modelli di elicotteri disposti in undici elinuclei dislocati ad Alghero, Arezzo, Bari, Bologna, Catania, Genova, Pescara, Salerno, Torino, Varese, Venezia e al Centro aviazione di Roma Ciampino.
I modelli attualmente in uso sono:
- Agusta-Bell AB 412 utilizzato per il trasporto, soccorso, spegnimento incendi ecc.
- Agusta-Bell AB 206 utilizzato soprattutto per la formazioni dei nuovi piloti presso la scuola dell'aeronautica militare di Frosinone e/o per servizi di ricognizione e coordinamento (monitoraggio e controllo).
- Agusta Westland A109, destinato a sostituire gradatamente gli ormai vecchi e obsoleti AB 206.
- Leonardo AW 139, che sostitirà i più vecchi AB 412, soprattutto le prime versioni SP ed HP

Da ricordare la presenza di due aerei bimotore a turboelica P180 (VF-181) Piaggio P180 Avanti II (VF-182) presso il Centro Aviazione di Roma Ciampino

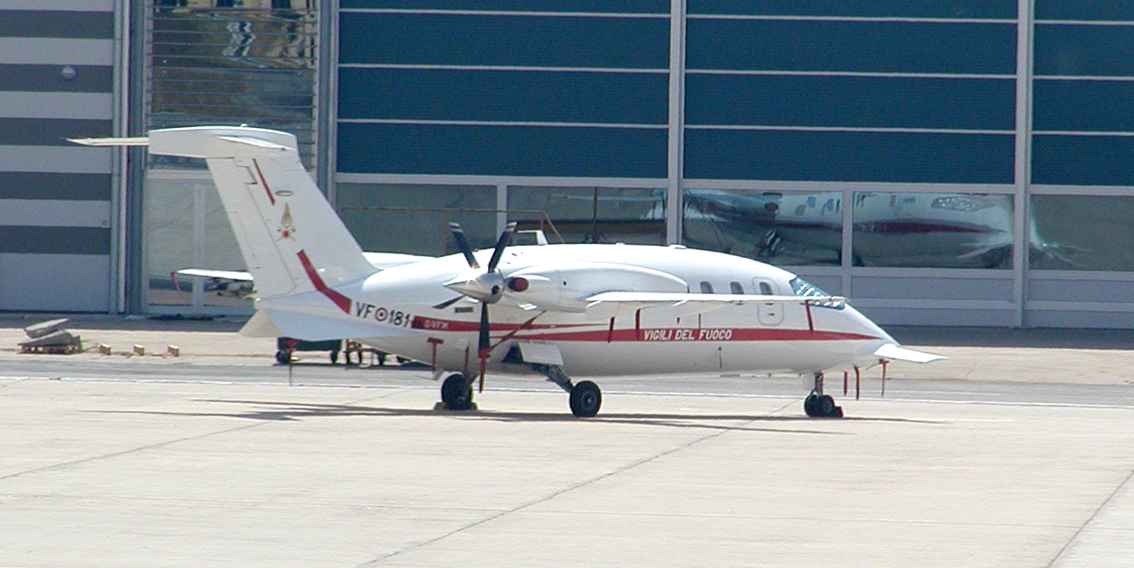
Piaggio P180 Avanti dei vigili del fuoco.
Un Agusta-Bell AB 47 G-2 nel 1973.
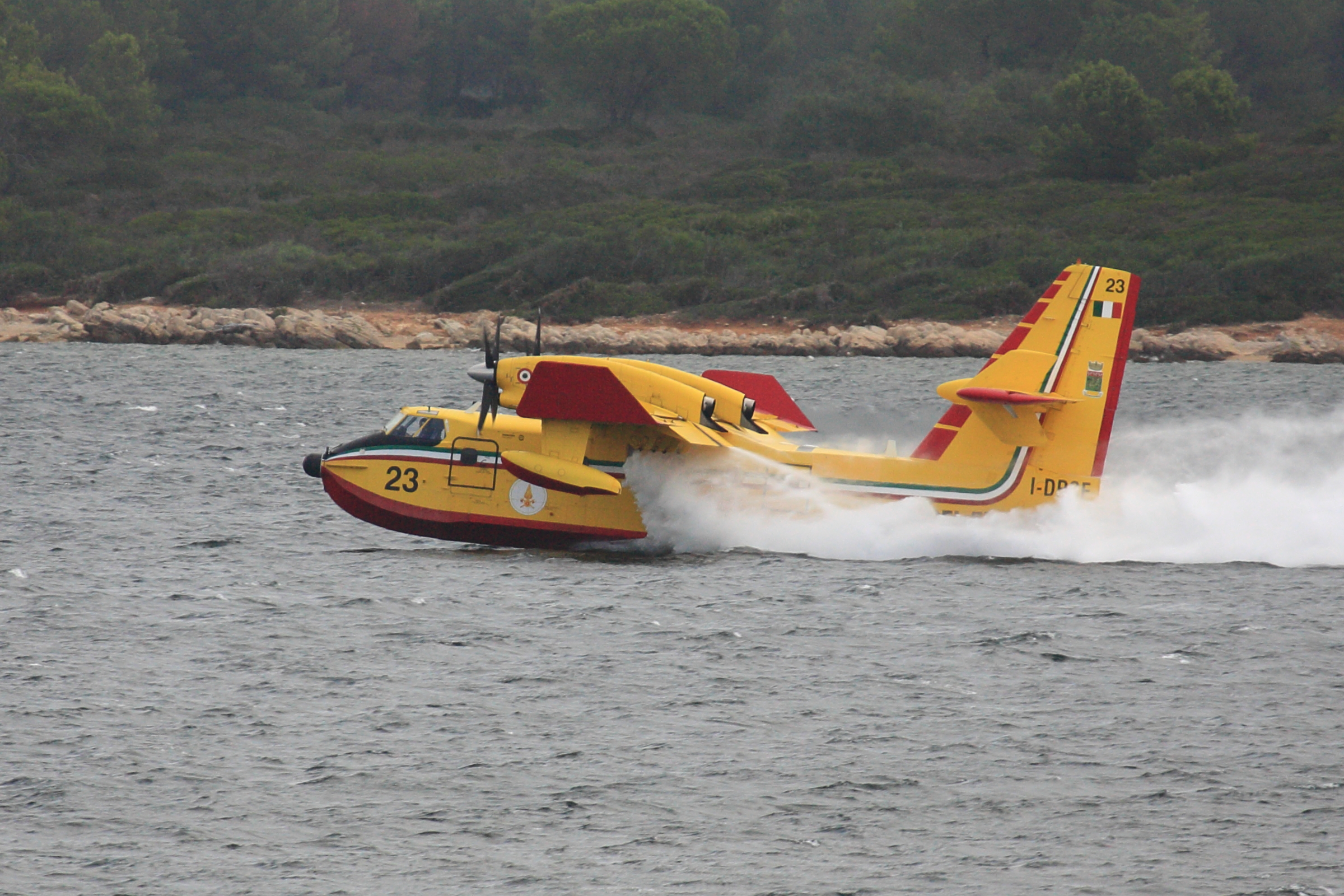
Un Bombardier 415
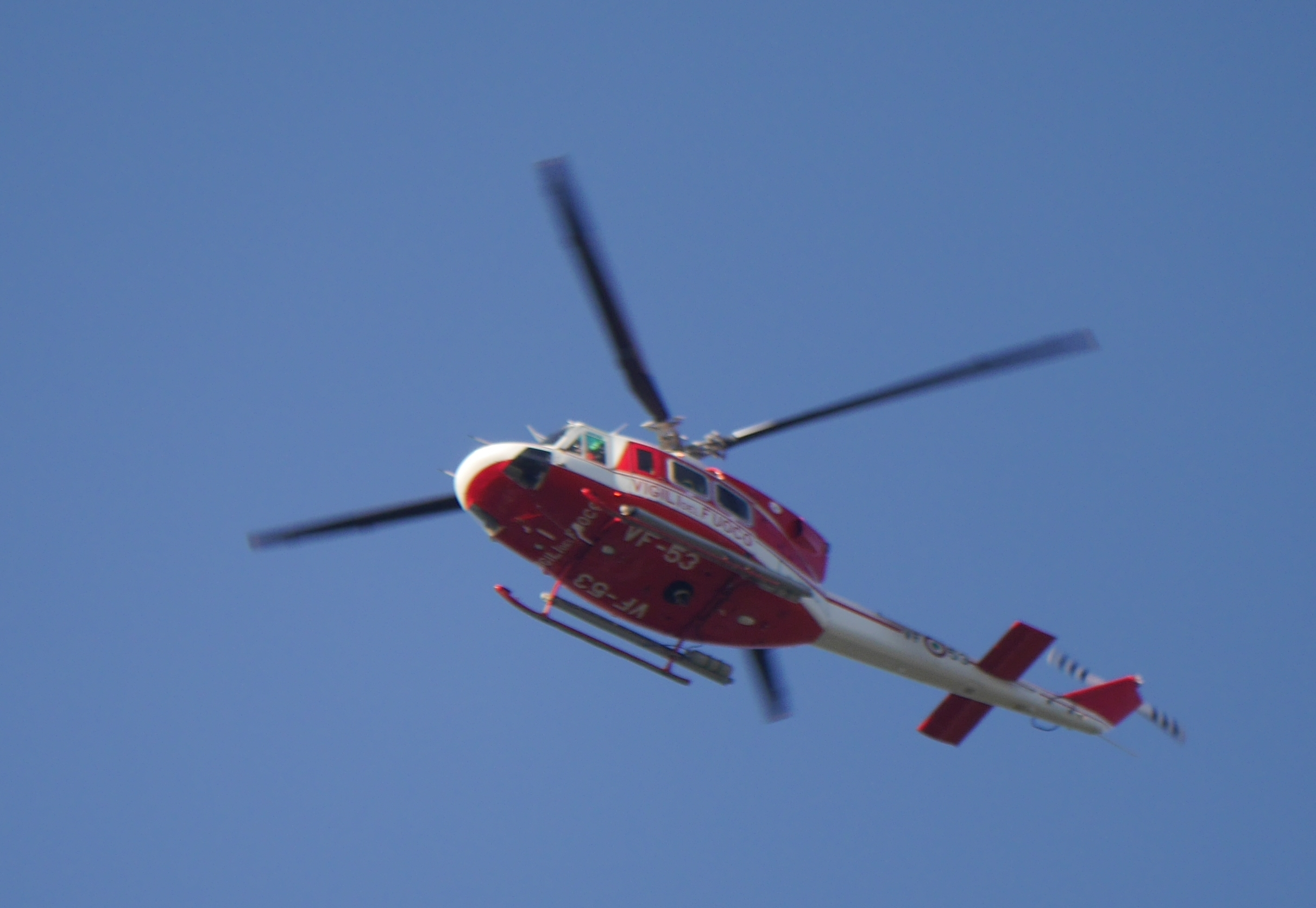
Un Bell 412
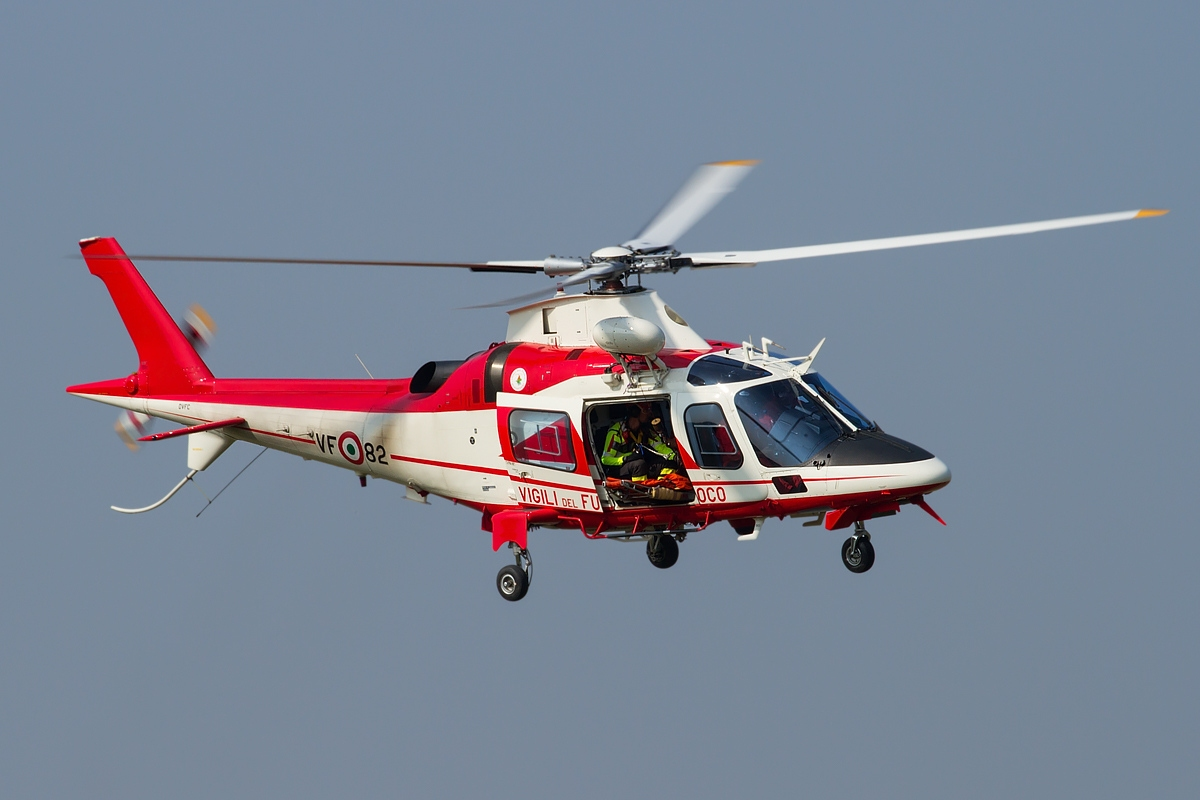
Un Agusta Westland A109
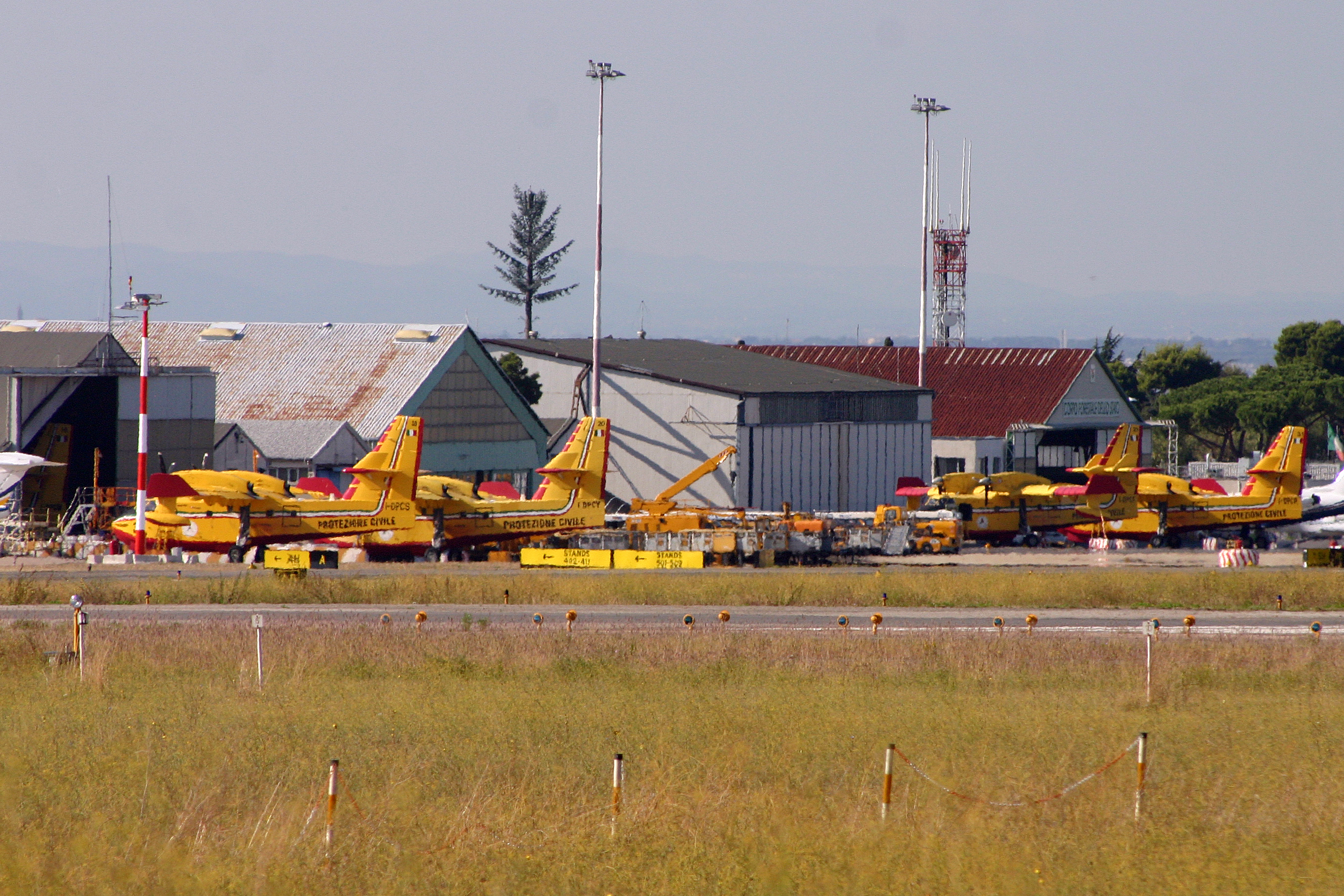
Dei Canadair presso Roma-Ciampino

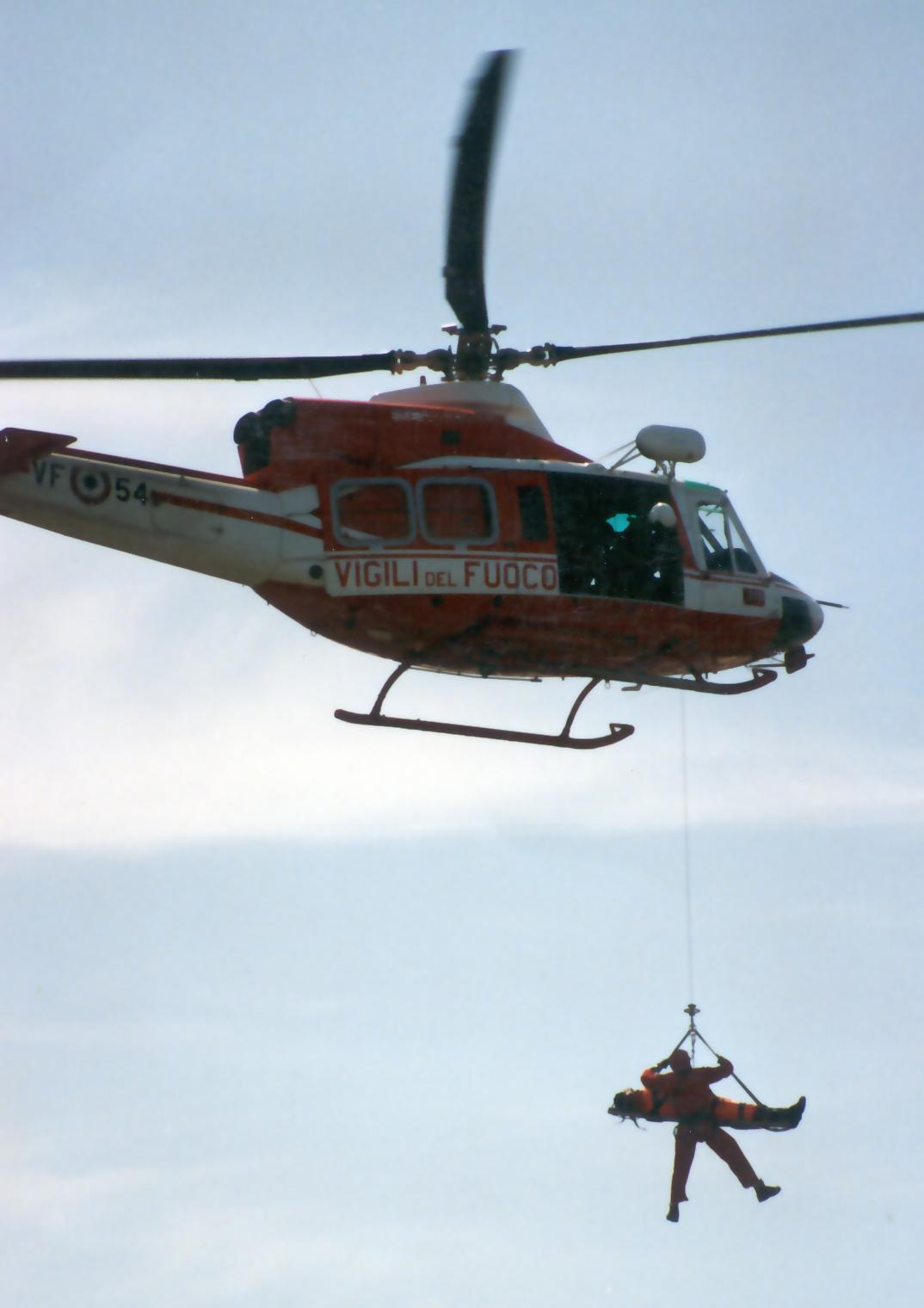
Un'esercitazione del Nucleo Elicotteri dei Vigili del Fuoco di Genova mediante elicottero AB 412.

Il Corpo nazionale ha utilizzato una quindicina di elicotteri AB 204 ASW radiati dalla Marina Militare e "denavalizzati" dalla Agusta.
Attualmente questi elicotteri sono stati quasi completamente radiati anche dal Corpo.
In precedenza ha utilizzato alcuni esemplari di AB 205 attualmente radiati.
I primi elicotteri usati dal Corpo nazionale dei Vigili del fuoco sono stati gli AB-47G, seguiti dagli AB-47J, entrambe da tempo radiate.
Inoltre ci sono altri mezzi dedicati alle varie specialità del Corpo, quali mezzi dedicati ai sommozzatori, al personale SAF. o agli aeroportuali.
Tutti i mezzi in servizio presso il Corpo hanno dispositivi di segnalazione visiva (lampeggiante blu) e sonora (sirena).
Questa può essere a fischio (in disuso, ma non rara da sentire, data la vetustà di alcuni mezzi in dotazione al Corpo) o bitonale, in quanto questi mezzi sono veicoli d'emergenza.

## Aeromobili in uso
| Aeromobile                   | Origine            | Tipo                                           | Versione (denominazione locale) | In servizio (2024) | Note | Immagine             |
| Aerei per impieghi speciali  |                    |                                                |                                 |                    | |                      |
| Canadair CL-415 SuperScooper | Canada             | aereo antincendio anfibio                      | CL-415                          | 18                 | 19 CL-415 consegnati, uno dei quali è stato perso in un incidente il 27 ottobre 2022. Si tratta dei velivoli ex Protezione civile incorporati a partire dal 2013. | Bombardier CL-415    |
| Aerei da trasporto           |                    |                                                |                                 |                    | |                      |
| Piaggio P.180 Avanti II      | Italia             | aereo da trasporto                             | Piaggio P.180 Avanti II         | 1                  | | Piaggio P-180 Avanti |
| Elicotteri                   |                    |                                                |                                 |                    | |                      |
| AgustaWestland AW109 Power   | Italia             | elicottero leggero da trasporto e osservazione | AW109E                          | 5                  | 5 AW109E Power consegnati a partire dal 2003. | Agusta A109E Power   |
| Agusta-Bell AB-412           | Italia Stati Uniti | elicottero utility medio                       | AB-412EPAB-412SP                | 33                 | 35 tra AB-412EP ed AB-412SP consegnati a partire dal 1984, 2 esemplari persi. | Agusta AB412         |
| AgustaWestland AW139         | Italia             | elicottero utility medio                       | AW139                           | 28                 | 3 AW139 ordinati a fine 2018, con consegne a partire dal 2019 (i primi due consegnati nell'aprile 2019, l'ultimo lo sarà nel corso dell'anno) ed opzione per ulteriori 12 esemplari. Ulteriori 5 esemplari sono stati ordinati a giugno 2019, portando a 8 il numero degli esemplari ordinati. Altri 8 esemplari sono stati acquistati nel 2024.                              |                      |
| Agusta-Bell AB-206           | Italia Stati Uniti | elicottero da addestramento e osservazione     | AB-206B                         | 16                 | 19 AB-206B consegnati a partire dal 1968, 3 esemplari persi. |                      |
| Sikorsky S-64 Skycrane       | Stati Uniti        | elicottero antincendio                         | S-64F                           | 5                  | 4 S-64F, precedentemente in servizio nel dismesso Corpo forestale dello Stato. Ulteriori 2 S-64F ordinati a gennaio 2020, con consegna del primo esemplare nel 2020 ed il secondo nel 2021. Il primo dei due nuovi S-64F è stato consegnato a maggio 2020. Il sesto S-64F è stato consegnato a Maggio del 2021. Un esemplare è stato perso in un incidente il 22 luglio 2024. |                      |

## Modalità operative

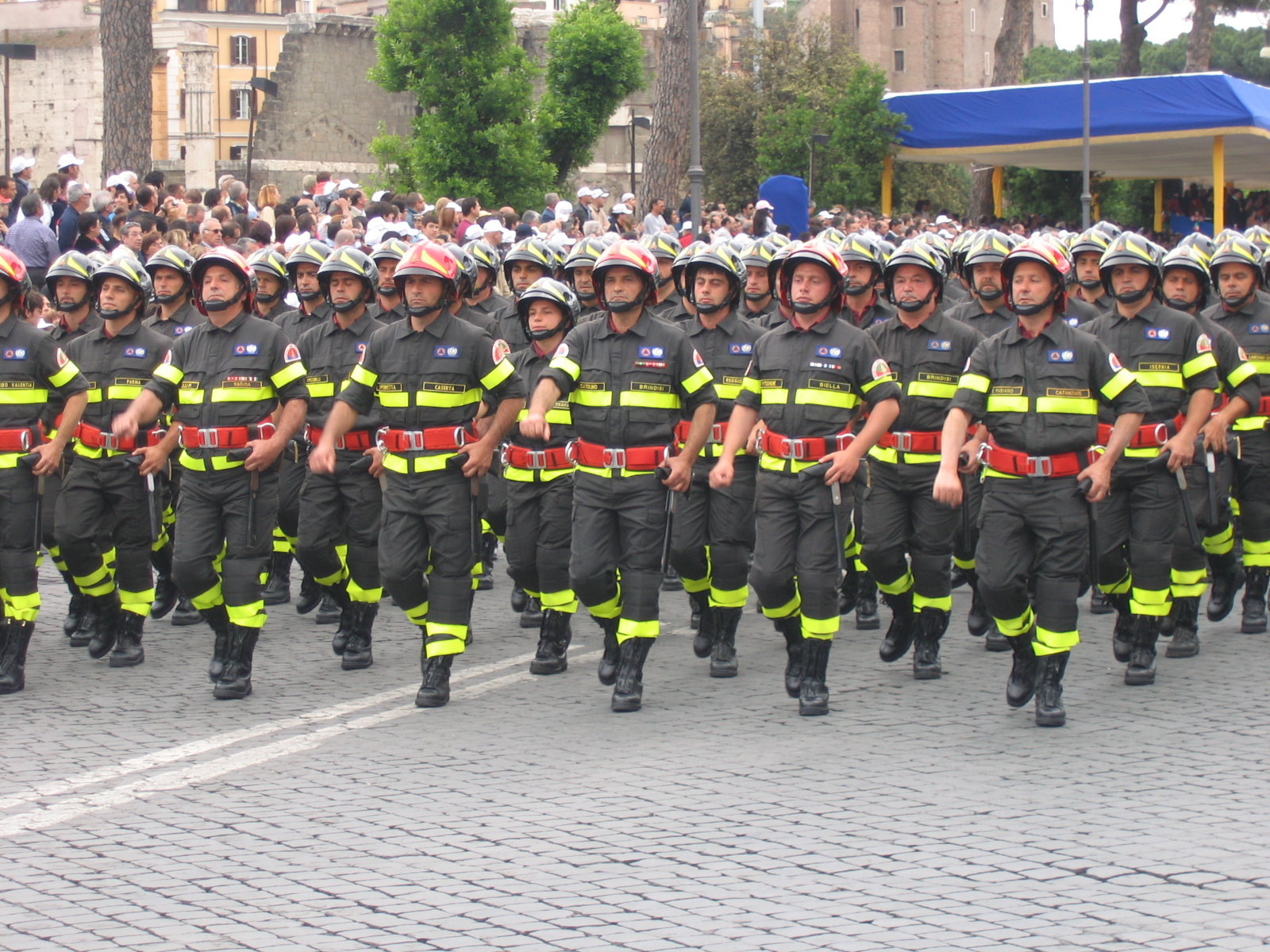
Vigili del fuoco alla parata del 2 giugno a Roma, in occasione della festa della Repubblica Italiana.

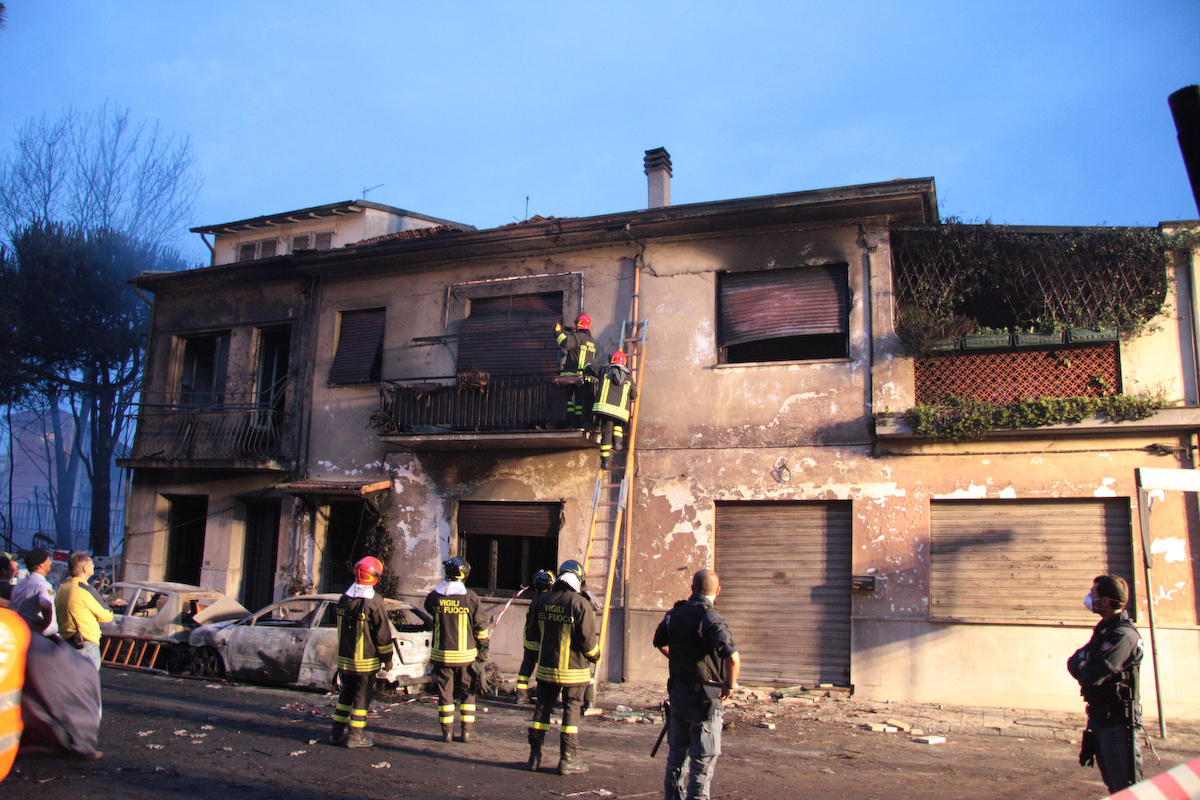
Vigili del fuoco al lavoro dopo l'incidente ferroviario di Viareggio del 2009.

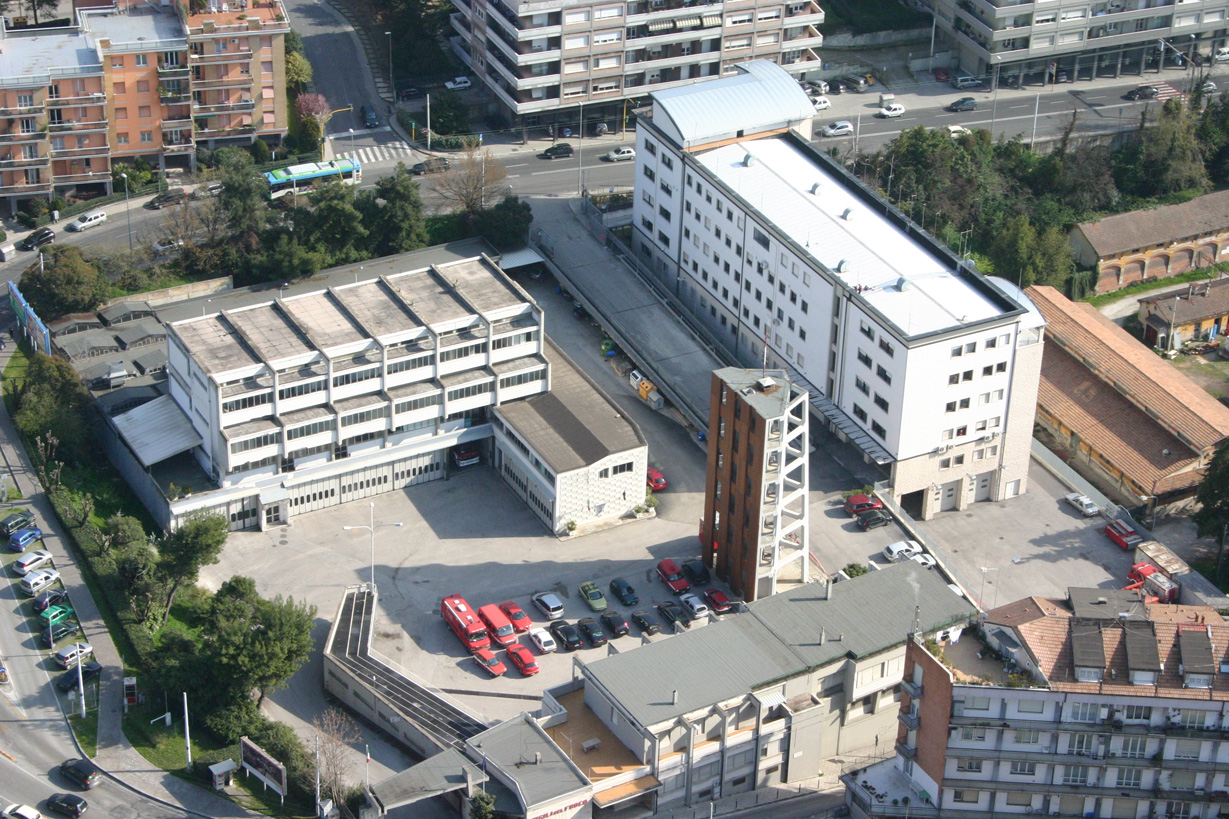
La caserma dei vigili del fuoco ad Ancona

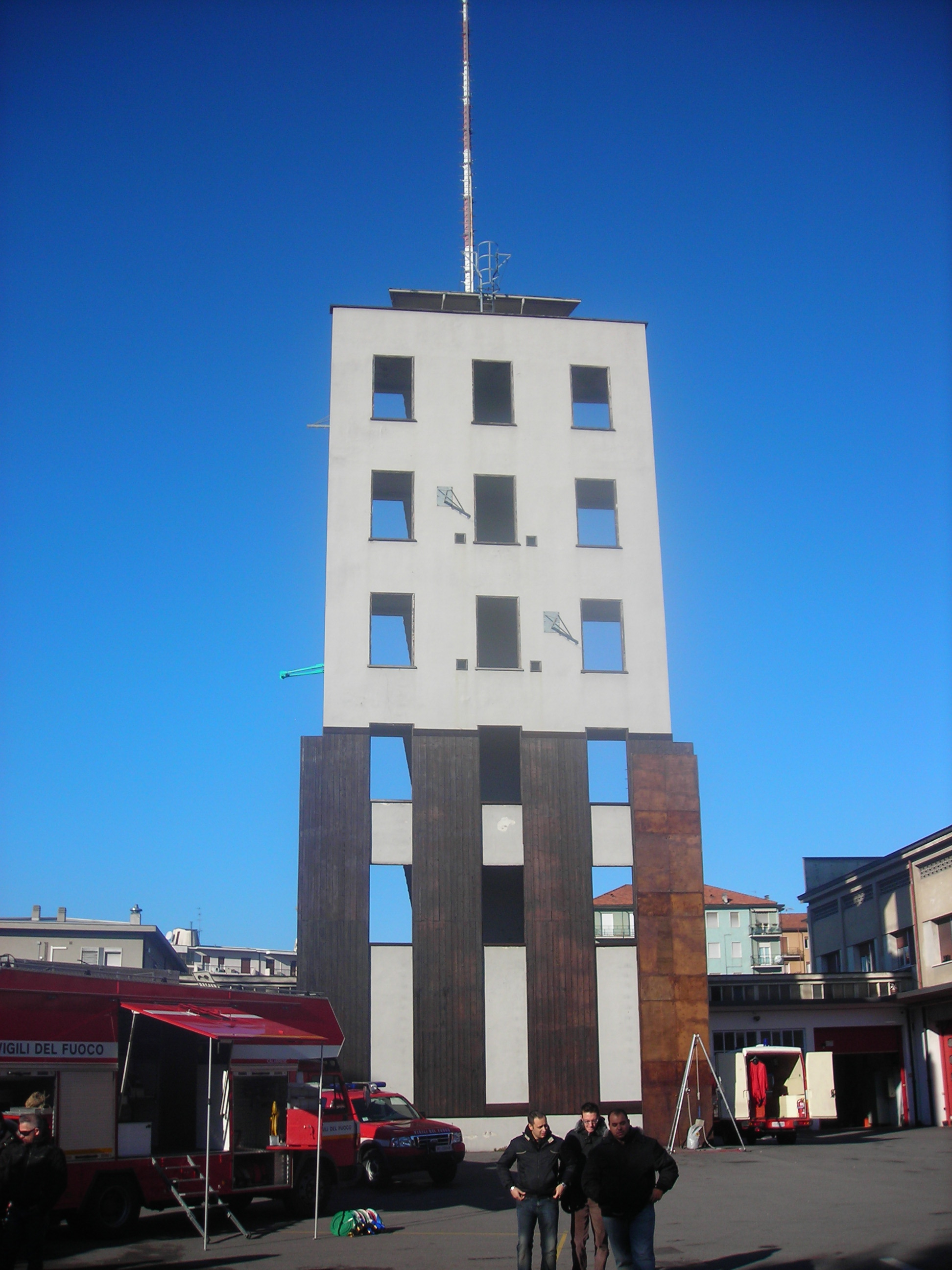
Castello di manovra - Caserma dei vigili del fuoco di Bergamo

Il soccorso tecnico urgente è effettuato da squadre operative presenti in tutto il territorio nazionale. In ogni provincia è presente un comando provinciale che coordina l'attività di vari distaccamenti dislocati sul territorio, gli interventi possono essere affidati al personale operativo, il quale opera generalmente sulle APS (autopompa serbatoio) e su altri mezzi che sono normalmente presenti nei distaccamenti (autoscala, autobotte, ecc). Le squadre sono formate generalmente da 5 o 6 persone.
A coordinare le attività di soccorso di una singola squadra vi è un caposquadra o, in sua sostituzione, un facente funzione, oppure il più alto in grado in quel momento. Questi gestisce gli uomini sullo scenario dell'evento e li coordina per ottimizzare le risorse e i tempi. Il vigile immediatamente di grado successivo (o comunque con la maggiore anzianità di servizio) è preposto a svolgere funzioni di vice del caposquadra in sua assenza o ogni qualvolta si renda necessario.
Al fianco dei vigili operano, in posizione gerarchicamente sovraordinata, una serie di figure professionali oggi appartenenti agli albi degli ingegneri e degli architetti, precedentemente diplomati (periti industriali e geometri) inquadrate nel ruolo tecnico antincendi, che svolgono funzioni direttive e di coordinamento nell'ambito del soccorso e della gestione delle risorse.
L'intervento di soccorso dei vigili del fuoco è sempre gratuito 24 ore su 24, mentre sono a pagamento i servizi d'istituto (ad es.: vigilanze in locali di pubblico spettacolo, assistenza alle operazioni di rifornimento carburante di navi, aerei con passeggeri a bordo, ecc) e i servizi di soccorso tecnico non urgente (per i quali esiste un tariffario ministeriale). Per il servizio di aperture porte che non presentino condizioni di pericolo o estrema necessità/urgenza la gratuità dipende da dove è ubicato l'immobile in quanto il tariffario viene applicato solo in alcune province.

### Numeri telefonici per chiamate di soccorso
Ai sensi della legge 13 maggio 1985 n. 197, il 20 febbraio 1987 (prima nel Lazio poi entro la fine del 1987 esteso nel resto d'Italia) venne dedicato ed attivato un numero telefonico per le chiamate di soccorso, che è il 115, tuttavia può anche essere utilizzato il numero unico di emergenza 112. Esso può essere usato in caso di bisogno, di "soccorso tecnico urgente" o per segnalare e/o richiedere interventi in caso di, incendi, incidenti (anche stradali), fughe di gas, allagamenti, presenza di materiali radioattivi e/o chimici, ma anche annidamenti pericolosi di insetti come vespe e calabroni o di rettili oppure recupero di animali vivi in situazione di difficoltà (come gatti o cani incastrati, cavalli o bestiame in posizioni difficilmente raggiungibile).
Il numero è attivo e gratuito su tutto il territorio nazionale (fatto salvo gli interventi non urgenti e i compiti istituzionali), alle chiamate risponde il personale delle sale operative del comando provinciale di competenza che, a seconda della zona, del tipo di incidente e dell'intervento, decide quali distaccamenti, squadre e mezzi inviare. Tali sale operative sono in stretto contatto con le altre centrali operative 112, 113, 117, 118, 1515, 1530 ed anche delle polizie locali; al fine di garantire un rapido intervento di tutti i mezzi di soccorso. Per questioni di polizia giudiziaria tutte le chiamate in arrivo al 115 sono registrate.

## Simboli
Il Corpo nazionale dei Vigili del Fuoco è rappresentato da:
1. uno Stemma ed un Gonfalone, concessi con Decreto del Presidente della Repubblica Giorgio Napolitano del 27 novembre 2009;
2. un Motto, ovvero Flammas Domamus Donamus Corda (Domiamo le fiamme, doniamo i cuori);
3. una Bandiera d'Istituto, concessa con Decreto del Presidente della Repubblica Carlo Azeglio Ciampi n. 20 del 18 febbraio 2005;
4. una Santa Patrona, santa Barbara;
5. la Banda musicale, che è stata formalmente istituita nel 2017;
6. i caduti del Corpo.

### Stemma e Motto

Stemma del Corpo

Lo stemma araldico del Corpo, concesso con decreto del Presidente della Repubblica Giorgio Napolitano nel novembre 2009, registrato nell’Ufficio Onorificenze e Araldica il 27 novembre 2009 e presentato in occasione della giorno di santa Barbara, il 4 dicembre 2009, a Venezia, è composto da uno scudo sannitico di campo verde con un drago d’oro a due zampe, passante, con la coda chiusa ad anello e piegata verso l’alto, dal quale esce fuoco rosso. Sopra al drago, al capo dello scudo (campo rosso), sono raffigurate sei asce d’argento disposte in tre coppie decussate. Lo scudo è timbrato da una corona muraria dorata composta da quattro torri merlate unite da cortine di muro anch’esse merlate, secondo il tipico ornamento araldico civico.  ￼
Sotto lo scudo, in una lista d’oro bifida svolazzante, campeggia il motto ufficiale in lettere maiuscole nere: Flammas Domamus Donamus Corda che in italiano significa «Domiamo le fiamme, doniamo i cuori». Il significato simbolico dello stemma unisce l’elemento mitologico del drago — a rappresentazione del fuoco e della sua dominazione — alle asce incrociate, simbolo della pratica e dell’abilità tecnica del Corpo. Il motto, intenso e carico di valenza ideale, sottolinea l’etica del sacrificio e il legame emotivo con la collettività: l’azione pratica di spegnere il fuoco si accompagna a un gesto di dedizione umana, incarnando l’identità istituzionale del Corpo.

### Bandiera d'Istituto e Gonfalone

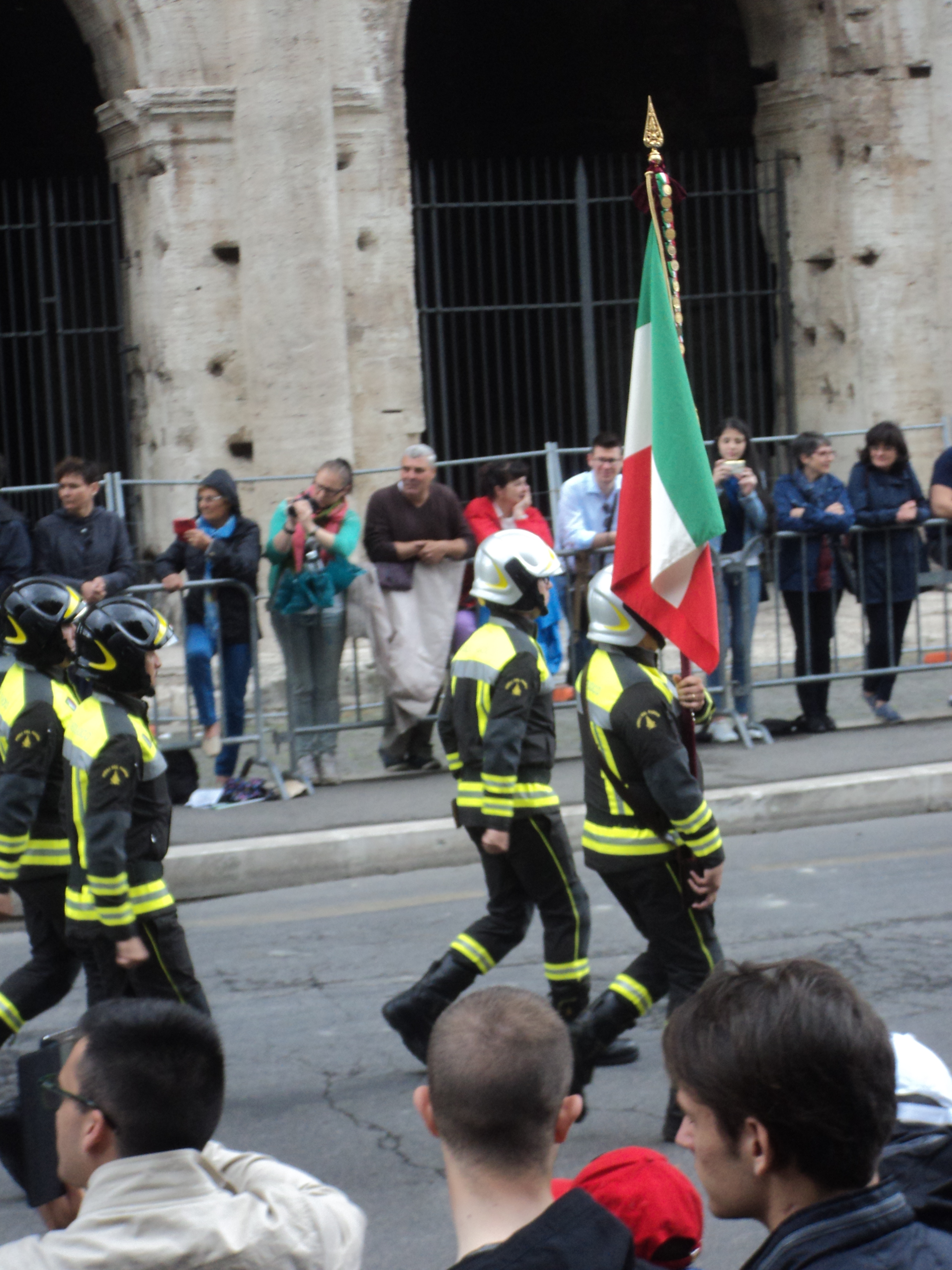
La Bandiera d'Istituto durante la parata della Festa della Repubblica del 2016

Il Corpo dispone di una bandiera d’istituto, ufficialmente attribuita dallo Stato tramite il Decreto del Presidente della Repubblica Carlo Azeglio Ciampi n. 20 del 18 febbraio 2005. Essa è costituita da un drappo, un puntale, un’asta, una fascia e una cordoniera, e il suo uso è regolato da un apposito provvedimento consultabile sul sito istituzionale del Corpo e su quello del Ministero dell’interno.
La bandiera è custodita in una teca presso l’ufficio del Capo del Corpo e viene esposta secondo il cerimoniale previsto, con onori collettivi e individuali in occasione di eventi ufficiali.
Nel maggio 2009, dopo circa settant’anni, è stata riconosciuta ai velivoli e alle navi del Corpo la bandiera di Stato, consegnata al Capo del Corpo Antonio Gambardella dall’ammiraglio della Marina Militare Dino Nascetti. Questo riconoscimento ha consentito l’iscrizione del naviglio al registro della marineria, garantendo diritti specifici come l’immunità dalla giurisdizione estera in alto mare.
Il gonfalone del Corpo è concepito come un drappo rosso, riccamente ornato di ricami dorati, su cui campeggia lo stemma araldico del Corpo accompagnato dalla denominazione ufficiale riportata in lettere d’oro. Le parti metalliche e i cordoni sono dorati, mentre l’asta verticale è rivestita di velluto rosso con bullette dorate disposte a spirale. La freccia è decorata con lo stemma e reca inciso il nome del Corpo sul gambo. È presente anche una cravatta con nastri tricolori (verde, bianco e rosso) frangiati d’oro, che simboleggiano l’identità nazionale. Viene impiegato nelle cerimonie ufficiali e nei momenti solenni, condotto da un alfiere in alta uniforme e affiancato da due scorte d’onore.

### Santa Barbara e la Preghiera del Vigile del Fuoco

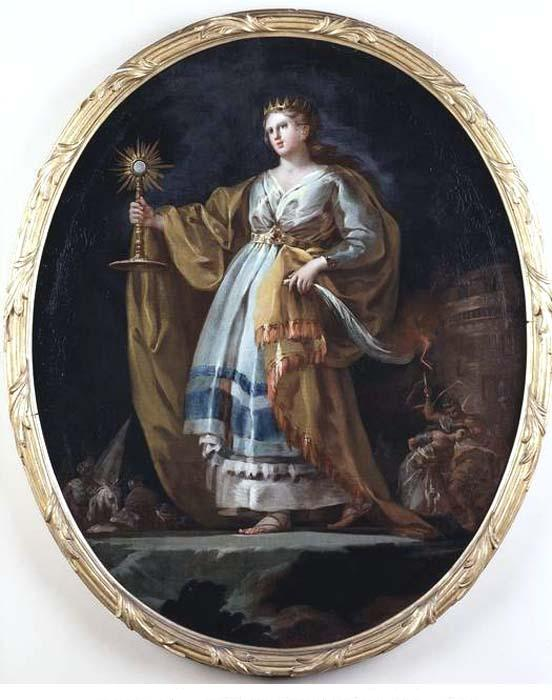
Santa Barbara dipinta da Francisco Goya nel 1772 o nel 1773

Santa Barbara è riconosciuta come la santa che incarna il coraggio, la fede e la serenità di fronte al pericolo estremo, quando ogni via di salvezza sembra preclusa. Per questa ragione, è venerata come patrona dei Vigili del Fuoco, in quanto protettrice di coloro che si trovano “in pericolo di morte improvvisa”.
La sua figura è tradizionalmente invocata contro la morte repentina, sorte che colpì anche il padre che la fece martirizzare e fu poi fulminato dal cielo. A partire dal Medioevo, la sua protezione è stata estesa a tutte le categorie esposte quotidianamente al rischio di morte sul lavoro, in particolare: 
- gli artiglieri e gli artificieri,
- i minatori,
- i carpentieri,
- i marinai e il personale militare in servizio su navi da guerra.

Non è un caso che, nel linguaggio navale, il deposito delle munizioni sulle navi sia comunemente chiamato Santa Barbara. Tale denominazione riflette un’antica fiducia popolare nella capacità della santa di intercedere e proteggere contro gli scoppi e le esplosioni.
Oggi Santa Barbara è simbolicamente e spiritualmente vicina ai Vigili del Fuoco, testimoniando un legame identitario fondato sul sacrificio, l’altruismo e la dedizione al prossimo. La sua memoria liturgica ricorre ogni anno il 4 dicembre, giorno in cui si celebrano solenni cerimonie religiose, commemorazioni e manifestazioni in tutti i comandi del Corpo nazionale.
A rafforzare questo sentimento di appartenenza e protezione spirituale, il Corpo adotta una preghiera ufficiale dedicata alla Santa, spesso recitata durante le cerimonie istituzionali e in occasione di atti commemorativi:
Fa più ardente della fiamma
il sangue che scorre nelle vene,
vermiglio come un canto di vittoria.
Quando la sirena urla per le vie della città,
ascolta il palpito dei nostri cuori
votati alla rinuncia.
Quando a gara con le aquile
verso Te saliamo,
ci sorregga la Tua mano piagata.
Quando l'incendio, irresistibile avvampa,
bruci il male che si annida nelle case degli uomini,
non la ricchezza che accresce la potenza della Patria.
Signore, siamo i portatori della Tua croce,
e il rischio è il nostro pane quotidiano.
Un giorno senza rischio non è vissuto,
poiché per noi credenti la morte è vita,
è luce: nel terrore dei crolli,
nel furore delle acque,
nell'inferno dei roghi.
La nostra vita è il fuoco,
la nostra fede è Dio
Per santa Barbara Martire.»

### Banda del Corpo nazionale dei Vigili del Fuoco

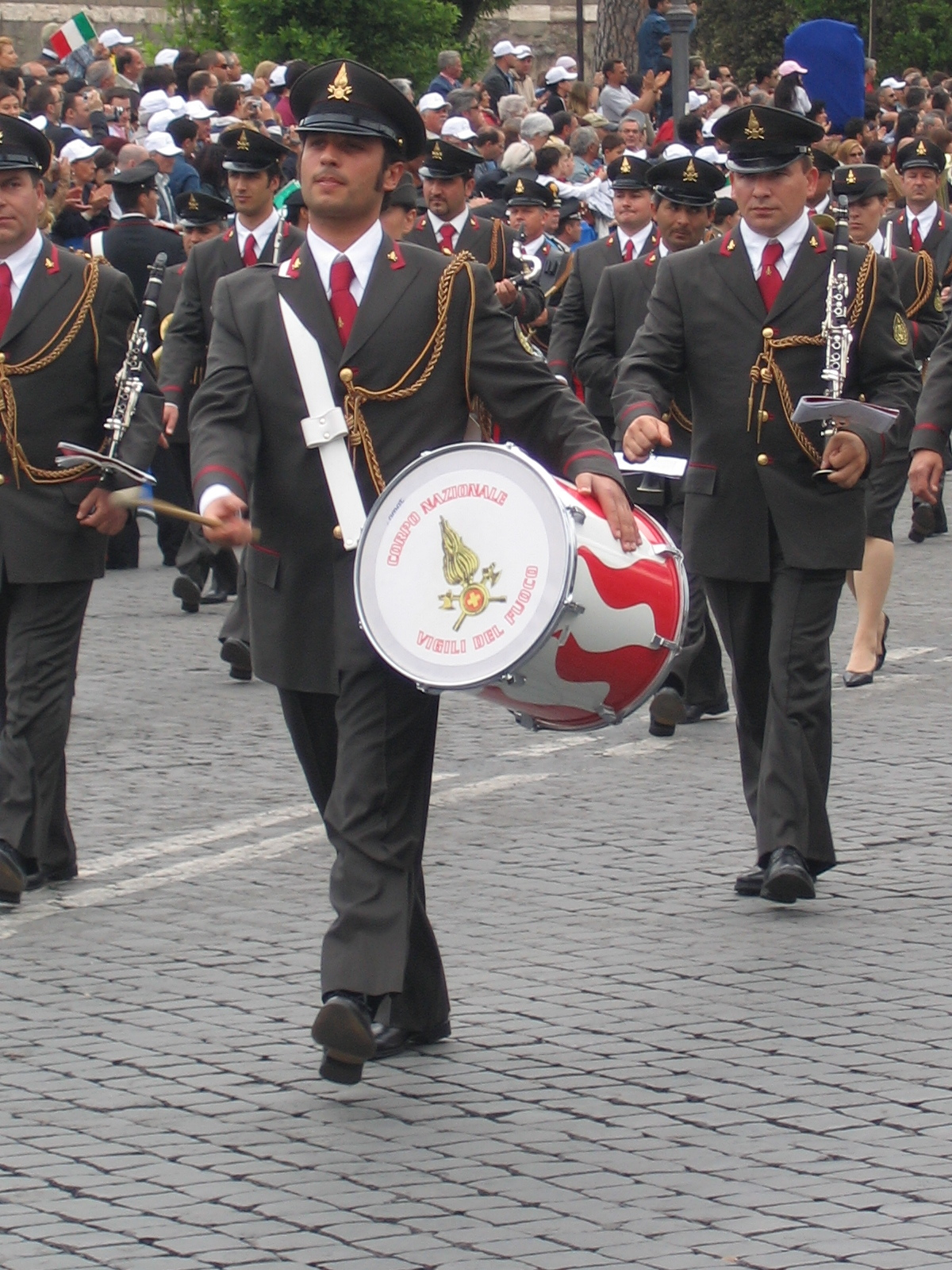
Tamburo imperiale della Banda del Corpo durante la parata della Festa della Repubblica del 2006

La Banda musicale fu costituita nel 1939, in concomitanza con la fondazione del Corpo Nazionale. È una formazione a carattere istituzionale che rappresenta l’amministrazione in cerimonie ufficiali, manifestazioni commemorative, eventi solenni e iniziative a carattere pubblico o culturale.
Attualmente la banda è composta da 45 elementi, tutti diplomati nei conservatori e negli istituti musicali pareggiati italiani. I musicisti fanno parte del personale operativo del Corpo, prevalentemente tra le file del personale volontario, e prestano regolare servizio anche nei comandi provinciali distribuiti sul territorio nazionale.
Il ruolo di direttore è affidato, dal 2008, al maestro Donato di Martile, noto per il suo impegno nella valorizzazione del repertorio istituzionale e per l’interpretazione di brani originali, marce e adattamenti di musica classica e contemporanea pensati per la funzione pubblica della banda.

## Attività sportive
Il Corpo nazionale dei vigili del fuoco porta con sé una lunga tradizione sportiva, la cui gestione è affidata all'Ufficio per le attività sportive, posto alla diretta collaborazione del capo del Dipartimento dei vigili del fuoco, del soccorso pubblico e della difesa civile e del capo del Corpo nazionale dei vigili del fuoco - vice capo dipartimento vicario.
I compiti istituzionali dell'ufficio sono i seguenti:
- elaborare la pianificazione e la programmazione delle attività sportive agonistiche ed agonistiche/giovanili svolte dai gruppi sportivi del C.N.VV.F. e di quelle amatoriali svolte dal personale dipendente;
- dirigere le rappresentative ufficiali del C.N.VV.F. nelle discipline sportive riconosciute;
- organizzare e coordinare, in sinergia con i comandi provinciali VV.F., le manifestazioni sportive;
- curare i rapporti con il CONI e le federazioni sportive nazionali, con gli uffici sportivi di altri Corpi dello Stato e con le altre organizzazioni sportive nazionali ed internazionali;
- predisporre per il capo dipartimento o per il vice capo vicario i provvedimenti di concessione di permessi per le attività sportive agli atleti, ai tecnici ed ai dirigenti sportivi.

Dal 1983, oltre a promuovere la partecipazione degli atleti VV.F. alle attività agonistiche federali, organizza ogni anno dei campionati nazionali riservati ai vigili del fuoco in servizio o in quiescenza, nelle seguenti discipline sportive:
- arrampicata sportiva
- beach volley
- calcio
- calcio a 5
- ciclismo su strada
- ciclismo grande e medio fondo
- ciclismo a cronometro
- ciclocross
- corsa campestre
- fondo su pista (atletica leggera)
- lotta
- maratona
- mezza maratona
- mountain bike
- nuoto
- nuoto per salvamento
- pesistica
- podismo
- staffetta (podismo)
- sci alpino e sci nordico
- tennistavolo
- tiro a volo
- triathlon.

Le Fiamme Rosse, il Gruppo Sportivo dei VIgili del Fuoco, sono state istituite con decreto ministeriale 21 ottobre 2013; successivamente, con decreto dipartimentale n. 351 del 4 dicembre 2014, a firma del Capo del Corpo Nazionale Ing. Giocchino Giomi, ne è stato approvato lo statuto. L'attività agonistica è svolta anche in sede locale, per opera dei gruppi sportivi dei comandi provinciali VV.F., aperti soprattutto ai giovani. Sul territorio si contano attualmente 32 gruppi dei vigili del fuoco attivi, polisportive dilettantistiche senza scopo di lucro, intitolate a vigili del fuoco deceduti, che, nel complesso, vedono impegnati circa 1000 atleti.
Le discipline svolte dal Gruppo Sportivo Fiamme Rosse sono le seguenti:
- canottaggio
- tuffi
- lotta
- nuoto
- tiro a volo
- pesistica
- scherma
- taekwondo.

Inoltre, allo scopo di diffondere l'immagine del Corpo nell'ambito di iniziative di cooperazione con gli altri corpi dello stato e per la raccolta di fondi nell'ambito di iniziative umanitarie e di beneficenza sono state costituite le seguenti rappresentative nazionali VV.F.:
- calcio
- ciclismo
- podismo
- rafting
- rugby
- tiro a volo
- triathlon
- vela.

VV.F. La Spezia - Vincitori della Divisione Nazionale 1944

Da segnalare, infine, che in piena seconda guerra mondiale la compagine del 42º Corpo dei vigili del fuoco della Spezia trionfò in un torneo calcistico disputato in condizioni al limite della sopportazione, in un'Italia divisa e tormentata dalla guerra. I vigili del fuoco liguri, il 16 luglio 1944, ebbero la meglio sul Torino FIAT all'Arena di Milano, città a quel tempo occupata dalle truppe tedesche. La vittoria è stata riconosciuta il 22 gennaio 2002 come titolo onorifico, con l'assegnazione alla formazione spezzina di una medaglia al valore sportivo da parte della FIGC.

## Musei dedicati
- Galleria storica del corpo nazionale dei vigili del fuoco in Mantova
- Galleria storica dei civici pompieri della Valchiavenna di Mese
- Museo Storico dei Pompieri e della Croce Rossa Italiana di Manfredonia
- Museo storico dei vigili del fuoco - Villa Bellavista di Borgo a Buggiano
- Museo storico dei vigili del fuoco di Carate Brianza
- Museo storico dei vigili del fuoco di Milano
- Museo storico dei vigili del fuoco di Roma
- Galleria Storica dei Vigili del Fuoco della Campania, con sede a Napoli

## Regioni italiane con propri Corpi sostitutivi
Le regioni a statuto speciale della Valle d'Aosta e Trentino-Alto Adige - grazie all'autonomia attribuita dal proprio statuto speciale - sisono avvalse di un'organizzazione autonoma dei servizi di soccorso tecnico urgente e protezione civile, adottando alcune varianti rispetto allo standard nazionale.
Le risorse economiche risparmiate vengono impiegate per l'acquisto di automezzi ed attrezzature tecnologicamente avanzate. In questo modo, anche i piccoli centri abitati possono essere dotati di piccoli distaccamenti volontari, equipaggiati con gli automezzi di base.

### Valle d'Aosta

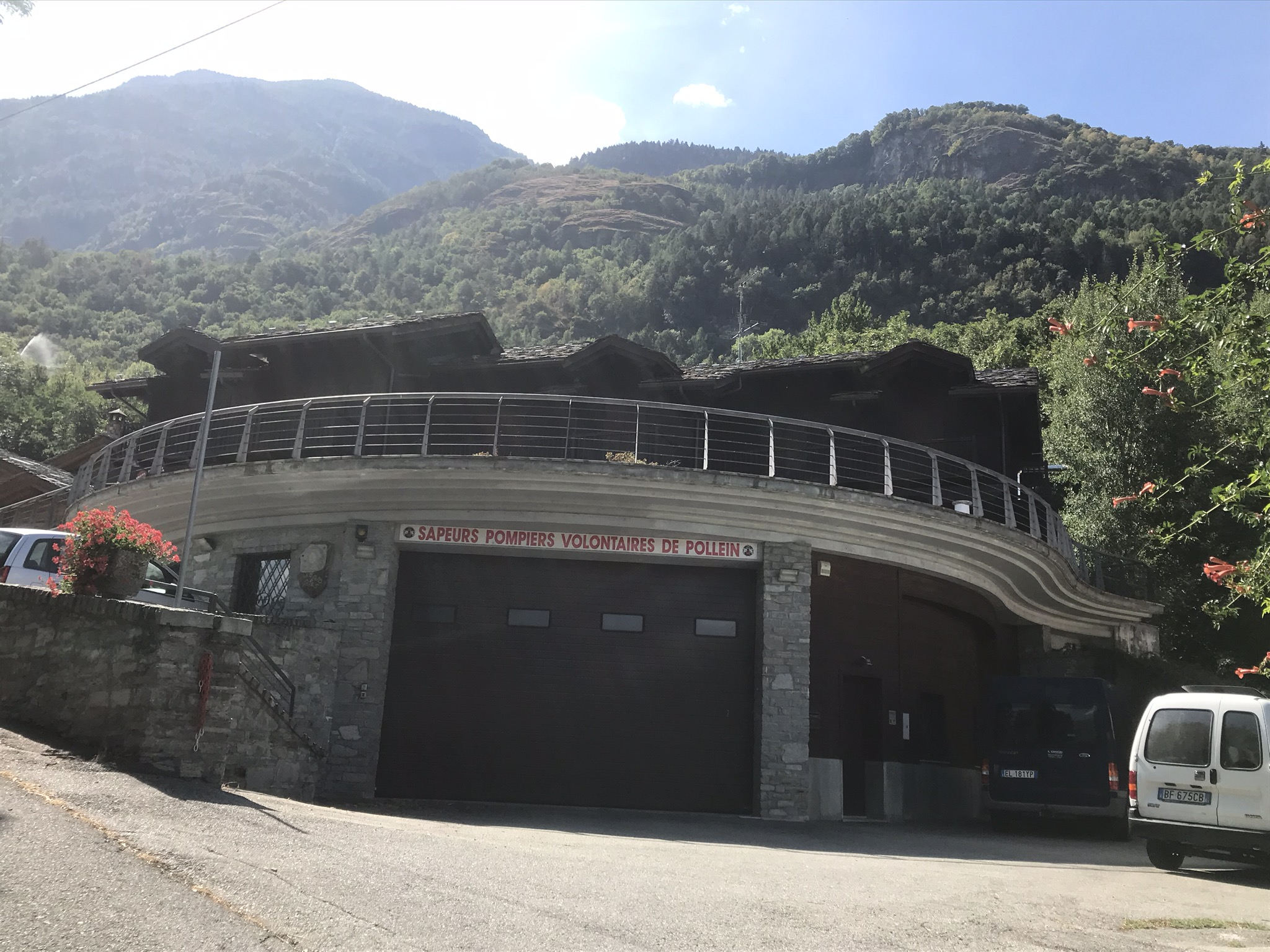
Sede dei vigili del fuoco volontari di Pollein, nel villaggio di Tharençan.

Il Corpo valdostano dei vigili del fuoco, ai sensi della legge regionale 10 novembre 2009, n. 37, è componente fondamentale e struttura operativa del sistema di protezione civile, ai sensi dell'articolo 11 della legge 24 febbraio 1992, n. 225, e della legge regionale 18 gennaio 2001, n. 5 e sostituisce, nel territorio regionale, il Corpo nazionale dei vigili del fuoco e svolge le funzioni e i compiti allo stesso attribuiti. Il Corpo valdostano dei vigili del fuoco svolge inoltre le funzioni relative ai servizi antincendi aeroportuali, presso l'aeroporto regionale, secondo la normativa vigente in materia. Pertanto le funzioni e le competenze in materia antincendi facenti capo al Ministero dell'interno o al ministro dell'interno sono attribuite, rispettivamente, all'amministrazione regionale e al presidente della Regione.
Inoltre in coordinamento con le analoghe strutture del Ministero dell'interno, il Corpo nazionale dei vigili del fuoco assicura, nei limiti delle proprie competenze, la direzione tecnica dei soccorsi nell'ambito degli interventi di difesa civile.

### Trentino-Alto Adige
La legge regionale del 20 agosto 1954, n. 24 e successive modificazioni, ha reso autonomo il servizio antincendi nelle provincie autonome di Trento e Bolzano.
In Trentino, è istituito il servizio antincendi della Provincia autonoma di Trento, è Costituito dal Corpo Permanente dei vigili del fuoco di Trento e dai Corpi dei vigili del fuoco volontari; svolge su tutto il Territorio della Provincia Autonoma di Trento, nell'ambito delle leggi regionali 20 agosto 1954, n. 24, e 2 settembre 1978, n. 17, della legge provinciale 22 agosto 1988, n. 26 e della legge n. 9 del 1 luglio 2011 e relativi regolamenti di esecuzione, l’attiva Istituzionale di Soccorso Pubblico e Difesa Civile, nonché vigilia sul rispetto della normativa di Prevenzione incendi.
Il servizio antincendi è coordinato dal Dirigente Provinciale competente al medesimo servizio nonché esercita anche la funzione di Comandante del Corpo permanente dei vigili del fuoco della Provincia autonoma di Trento.
Il Corpo Permanente VVF Trento è formato da professionisti ed attivo solamente nel capoluogo, mentre il resto della provincia è interamente coperto dai corpi Volontari. Sono infatti 238 i corpi dei vigili del fuoco volontari sparsi sull'intero territorio della Provincia Autonoma di Trento, con oltre 6.000 uomini, dislocati nella maggior parte dei comuni della provincia, a loro volta suddivisi in distretti, che grossomodo corrispondono alle vallate trentine.
I Corpi VVF volontari sono rappresentati dalla Federazione provinciale dei corpi dei vigili del fuoco volontari del Trentino principale ente di rappresentanza di questi ultimi e diretto referente della Provincia per le attività connesse con il soccorso pubblico rese dai vigili del fuoco volontari.
In Alto Adige opera il Corpo permanente dei vigili del fuoco di Bolzano, formato da professionisti e attivo soprattutto nel capoluogo, cui si affiancano 306 corpi di vigili del fuoco volontari, dislocati nei comuni della provincia e organizzati nell'Unione provinciale dei corpi dei vigili del fuoco volontari dell'Alto Adige, e 3 squadre antincendio aziendali a presidio dei poli industriali e dell'aeroporto di Bolzano.

## Denominazione dei Corpi volontari nelle lingue minoritarie d'Italia
Nelle regioni italiane che beneficiano di un regime di bilinguismo, la denominazione "pompieri volontari" è stata resa:
- in Valle d'Aosta, bilingue italiano/francese, Sapeurs-pompiers volontaires;
- in Friuli-Venezia Giulia, nelle provincie di Trieste, Gorizia e Udine, il cui statuto prevede il bilinguismo italiano/sloveno, Prostovoljni gazilci;
- nella provincia autonoma di Bolzano, bilingue italiano/tedesco, Freiwillige Feuerwehr;
- nei comuni ladini delle Province autonome di Trento e Bolzano, Studafech e Destudafuech.

## Medaglie e decorazioni concesse dal Corpo nazionale dei Vigili del fuoco
Medaglia al merito di servizio del Corpo nazionale dei vigili del fuoco
de facto dal 2 giugno 1946 al 22 settembre 2007
 Medaglia al merito di servizio del Corpo nazionale dei vigili del fuoco (modello 1946)
Classe unica, d'argento.
(regio decreto 16 marzo 1942, n. 699, Norme sullo stato giuridico e sul trattamento economico del personale non statale del Corpo nazionale dei vigili del fuoco, in G. U. del Regno n. 152 del 30 giugno 1942, S. O. n. 152, in vigore dal 15 luglio);
dal 22 settembre 2007 - attuale
 Medaglia al merito di servizio del Corpo nazionale dei vigili del fuoco (modello 2007)
Classe unica, in lega argentata.
Conferita «ove per il medesimo fatto non sia stata concessa ricompensa al valore, a coloro che si sono distinti per aver dato prova di particolare ardimento e di eccezionali capacità professionali nell'attuazione di azioni di soccorso rilevanti»
(decreto del Ministro dell'interno, 5 luglio 2007, n. 148, art. 2, Regolamento recante le caratteristiche, le modalità di conferimento e le modalità d'uso dei segni di benemerenza e delle insegne conferiti al personale del Corpo nazionale dei vigili del fuoco, in G. U. n. 208 del 7 settembre 2007, in vigore dal 22 settembre).
Diploma con medaglia di benemerenza del Corpo nazionale dei vigili del fuoco (22 settembre 2007- attuale)
 Medaglia di benemerenza del Corpo nazionale dei vigili del fuoco
Classe unica, in lega bronzea.
Conferito «ove per il medesimo fatto non sia stata concessa ricompensa al valore, a coloro che, con riguardo ai risultati ottenuti, hanno dato prova di particolare ardimento e di eccezionali capacità professionali nell'attuazione di interventi di soccorso, con azioni sinergiche»
(decreto del Ministro dell'interno, 5 luglio 2007, n. 148, art. 3, Regolamento recante le caratteristiche, le modalità di conferimento e le modalità d'uso dei segni di benemerenza e delle insegne conferiti al personale del Corpo nazionale dei vigili del fuoco, in G. U. n. 208 del 7 settembre 2007, in vigore dal 22 settembre).
Croce di anzianità del Corpo nazionale dei vigili del fuoco
de facto dal 2 giugno 1946 al 22 settembre 2007
 Croce di anzianità del Corpo nazionale dei vigili del fuoco (15 anni di servizio, modello 1946)
Classe unica, di bronzo.
(regio decreto 16 marzo 1942, n. 699);
dal 22 settembre 2007 - attuale (modello 2007)
 Croce di anzianità del Corpo nazionale dei vigili del fuoco (30 anni di servizio)
 Croce di anzianità del Corpo nazionale dei vigili del fuoco (20 anni di servizio)
 Croce di anzianità del Corpo nazionale dei vigili del fuoco (15 anni di servizio)
Classe unica, di bronzo.
Conferita «a coloro che hanno prestato effettivo, meritevole servizio nel Corpo nazionale dei vigili del fuoco per un periodo di quindici anni»
(decreto del Ministro dell'interno, 5 luglio 2007, n. 148, art. 4 Regolamento recante le caratteristiche, le modalità di conferimento e le modalità d'uso dei segni di benemerenza e delle insegne conferiti al personale del Corpo nazionale dei vigili del fuoco, in G. U. n. 208 del 7 settembre 2007, in vigore dal 22 settembre).
Diploma di lodevole servizio del Corpo nazionale dei vigili del fuoco (22 settembre 2007 - attuale)
 Diploma di lodevole servizio del Corpo nazionale dei vigili del fuoco
Classe unica, in lega «Vermeil» (dorata).
Medaglia non portativa.
Conferito «per l'opera svolta nel Corpo nazionale dei vigili del fuoco (…) al personale di ruolo collocato a riposo al compimento della anzianità minima richiesta; si prescinde da tale anzianità per coloro che sono dispensati dal servizio e non hanno riportato note di demerito o sanzioni disciplinari superiori alla censura» (art. 5). Unitamente alla medaglia e al diploma è consegnata una piccozza con il manico di legno e la parte superiore in acciaio (strumento simbolo dell'attività del vigile del fuoco) (All. A)»
(decreto del Ministro dell'interno, 5 luglio 2007, n. 148, Regolamento recante le caratteristiche, le modalità di conferimento e le modalità d'uso dei segni di benemerenza e delle insegne conferiti al personale del Corpo nazionale dei vigili del fuoco, in G. U. n. 208 del 7 settembre 2007, in vigore dal 22 settembre).
Nastrino commemorativi
 nastrino commemorativo dell'intervento per l'Alluvione in Piemonte (1994)
 nastrino commemorativo dell'intervento per l'incendio nel Duomo di Torino (1997)
 nastrino commemorativo dell'emergenza in Kossovo (1997)
 nastrino di Ambasciatore di Buona Volontà UNICEF

## Onorificenze
La Bandiera d'istituto del Corpo nazionale dei Vigili del fuoco è insignita delle seguente onorificenze (aggiornamento al giugno 2024):
 16 Medaglie d'oro al valor civile
 2 Medaglia d'argento al valor civile
 7 Medaglie d'oro al merito civile
 3 Medaglie d'argento al merito civile
 3 Diplomi di medaglia d'oro ai benemeriti della scuola, della cultura e dell'arte
 1 Medaglia d'oro al merito della sanità pubblica
 1 Attestato e medaglia di bronzo dorata di eccellenza di I classe di pubblica benemerenza del Dipartimento della Protezione civile

### Decorazioni conferite ai Comandi provinciali
- n. 10 Medaglie d'oro al valor civile
- n. 29 Medaglie d'argento al valor civile
- n. 19 Medaglie di bronzo al valor civile

### Decorazioni individuali al valor militare
- n. 7 Medaglie d'argento al valor militare
- n. 33 Medaglie di bronzo al valor militare
- n. 96 Croci di guerra al valor militare

### Decorazioni individuali al valor civile e al merito civile
- n. 44 Medaglie d'oro al valor civile ed al merito civile, tra cui le 4 conferite ai caduti per la strage di via Ventotene a Roma (Capo Squadra Danilo Di Veglia e dei vigili del fuoco Sirio Corona, Fabio Di Lorenzo e Alessandro Manuelli)
- n. 209 Medaglie d'argento al valor civile ed al merito civile
- n. 415 Medaglie di bronzo al valor civile ed al merito civile
- n. 656 Attestati di pubblica benemerenza al merito civile

### Decorazioni individuali, attestati e medaglie di pubblica benemerenza
- n. 23.306 Segnalazioni effettuate al Dipartimento della protezione civile Dato provvisorio al 21 ottobre 2010

## Monumenti nazionali
Ai Vigili del Fuoco sono stati diversi monumenti nazionali, a partire da quello inaugurato a Castrocaro Terme, presso Forlì, nel 1994, opera dello scultore Angelo Ranzi. Altri monumenti sorgono a: Arezzo, dal 2008; Ortona (dal 2009); Lodi, dal 2015; Marghera (Venezia), dal 2021.